# قسم شرطة لوس أنجلوس
قسم شرطة لوس أنجلوس (بالإنجليزية: Los Angeles Police Department، واختصارًا: LAPD) وتُعرف رسميًا باسم قسم شرطة مدينة لوس أنجلوس (بالإنجليزية: City of Los Angeles Police Department)، هو قسم الشرطة الخاص بمدينة لوس أنجلوس الواقعة بولاية كاليفورنيا الأمريكيَّة. يبلغ عدد أعضاءه 9,974 شرطي، بالإضافة إلى 3,036 موظف مدنيّ، ما يجعلها ثالث أكبر قوة شرطة لمدينة في الولايات المتحدة بعد شرطة مدينة نيويورك وشرطة شيكاغو. تعمل شرطة لوس أنجلوس على امتداد مساحة جغرافيَّة تبلغ كيلومتر مربع (502.73 ميل مربع)، وتخدم 3,979,576 نسمة.

## التاريخ
كان قوة شرطة جَوَّالة لوس أنجلوس التطوعيَّة أول قوة شرطة خاصّة تأسَّست بمدينة لوس أنجلوس عام 1853. تولَّى جَوَّالة لوس أنجلوس إعانة قوات مقاطعة لوس أنجلوس الموجودين أصلًا. سرعان ما خلفت مجموعة حرس مدينة لوس أنجلوس التطوعيَّة الجَوَّالة في مهامهم. لم تتمتع هاتين القوتين التطوعيتين بالكفاءة اللازمة على وجه الخصوص حتى ذاع سيط مدينة لوس أنجلوس في ذاك الوقت كمدينة يسود فيها العنف والمقامرة والفساد.
اُستحدِثت أول قوة أمنيَّة مأجورة على مستوى المدينة عام 1869، بعدما عُيِّنَ ستة رجال شرطة ليخدموا تحت أمرة المشير ويليام وارن. بلغَ عدد رجال الشرطة مع حلول مستهل القرن العشرين إلى سبعين رجلًا تحت أمرة جون غلاس حيث قابل كل شرطيّ 1,500 شخص من أهل المدينة. في عام 1903، ارتفعَ عدد أعضاء هذه القوة ليصل إلى المئتين بالتوازي مع مباشرة هيئة الخدمة المدنيَّة مهامها في المدينة.
وظَّف أحد البرامج الإذاعيَّة الدراميَّة التي أذاعتها شبكة كولومبيا للبث على أثيرها رقيب الإرسال جيسي روزنكويست لأداء صوت المُرسل. هذا وقد تناول هذا البرنامج مختارات من الجرائم التي تعاملت معها شرطة لوس أنجلوس. كان الرقيب روزنكويست مشهورًا بالفعل قبل البرنامج لأن أجهزة المذياع في منازل المنطقة كانت حينذاك تلتقط الإشارات التي تناقلها رجال الشرطة فيما بينهم. كان الممثلون بذهبون لروزنكويست عندما يتطلب أحد الأدوار أداء صوت مُرسل شرطة لأن المستمعين أَلِفَوا صوته في هذا الدور.
شهد العدد الكلي لرجال الشرطة تحت أمرة كليمنس هورال انخفاضًا خلال الحرب العالميَّة الثانيَّة بسبب التحاق الكثير من الرجال في صفوف القوات المسلَّحة. لم يكن بمقدور الشرطة فعل شيء يُذكر حينما اندلعت أعمال شغب عام 1943، وهذا بالرغم من الجهود التي بُذلت للحفاظ على الأعداد رجال الشرطة.
خلفَ هورال على منصب المأمورية بصورة مؤقتة الجنرال المتقاعد في مشاة البحريَّة ويليام وورتون الذي ظل في المنصب حتى عام 1950. وبعدها تولى ويليام باركر مأمورية الشرطة حتى وفاته عام 1966. أيَّد باركر فصل الشرطة عن الإدارة المدنيَّة والالتزام بالمهنية في العمل. أثارت حادثة عيد الميلاد عام 1951 الدعوات إلى تطبيق مسائلة مدنيَّة ووضع حد لوحشية الشرطة المزعومة.

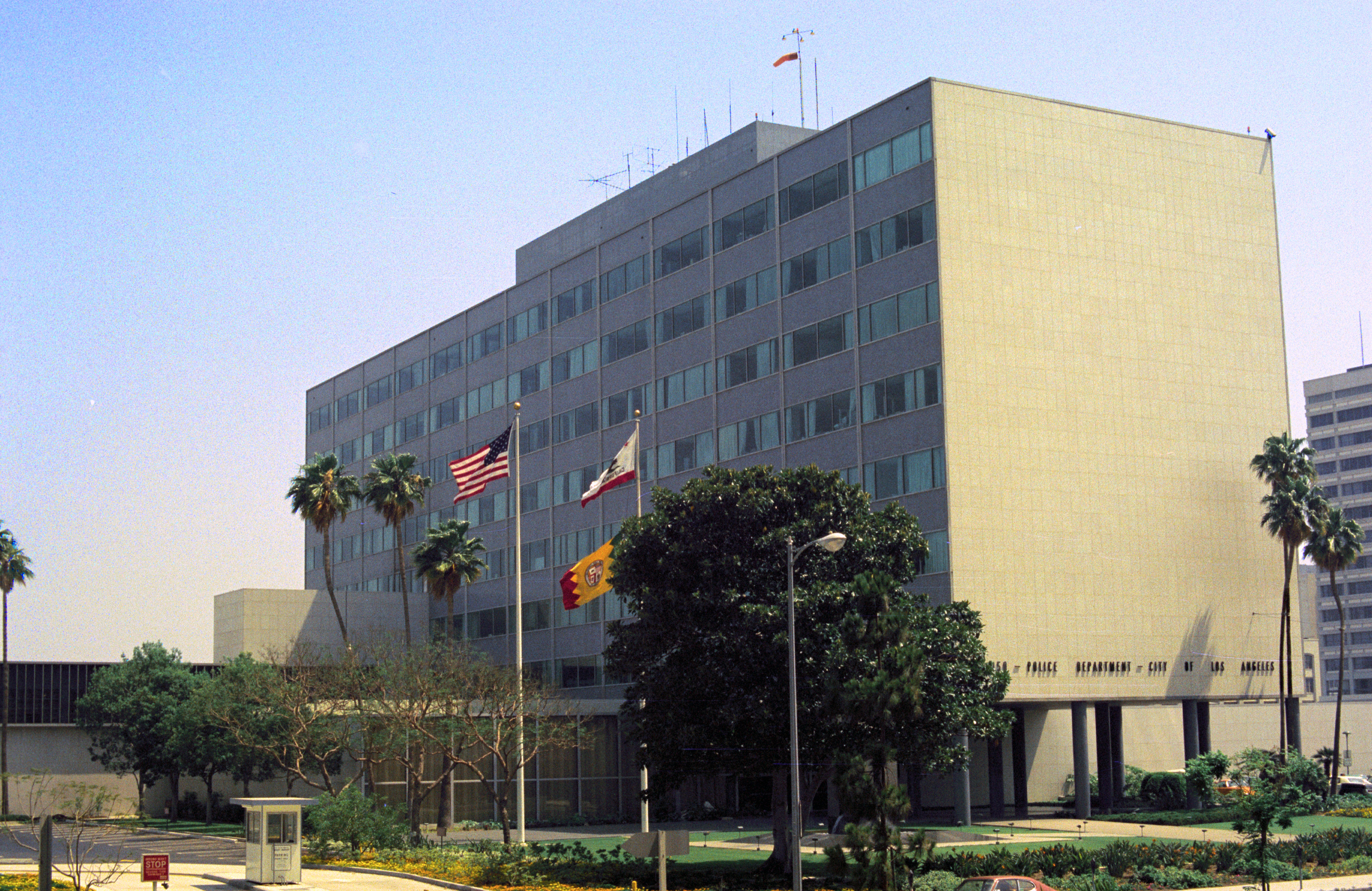
مبنى الإدارة القديم عام 1976

كانت شخصية المحقِّق جو فرايدي من مسلسل دراغنت من بين أولى تصويرات شرطة لوس أنجلوس في الإعلام الجماهيري. استلهم المسلسل فكرته من العمليات التي كانت تنفَّذها شرطة لوس أنجلوس على أرض الواقع.
كان رئيس الشرطة باركر أشهر مسؤول إنفاذ قانون على مستوى الولايات المتحدة بعد جون إدغار هوفر. وذلك على خلفية الشعبية الهائلة التي حقَّقها المسلسل آنذاك. سعى رئيس الشرطة توماس ريدن خلال ستينيات القرن العشرين إلى مد جسور التواصل مع الأمريكيين الأفارقة. استعرض المسلسل هذا الجانب حيث ركَّز على الشؤون الداخليَّة وتعامل الشرطة من أبناء المدينة على اختلافهم.
يعود الفضل لشرطة لوس أنجلوس في تأسيس أول فريق تدخل سريع في الولايات المَّتحدة خلال فترة باركر على رأس شرطة. أنشا الشرطي جون نيلسون والمفتش داريل غيتس الفريق للتعامل مع التهديدات من المنظَّمات المتطرفة مثل حزب الفهود السود خلال فترة حرب فيتنام.

## التنظيم

### مجلس مفوضي الشرطة
مجلس مفوضي لوس أنجلوس هو عبارة عن هيئة مكونة من خمسة أعضاء يتولون الإشراف على شرطة لوس أنجلوس. المجلس مسؤول عن وضع سياسات خاصّة بشرطة المدينة وتولي مجمل شؤون الإدارة والعمليات. يتبع كافة أعضاء الشرطة لأمرة رئيس الشرطة الذي يتبع بدوره لمجلس المفوَّضين.

### هيئة مكتب المفتش العام
يُعدّ مكتب المفتِّش العام هيئة مستقلة من جهاز شرطة لوس أنجلوس. هيئة المفتش مسؤولة على سير العملية التأديبيَّة الداخليَّة ومراجعة الشكاوى بالمخالفات التي قد يرتكبها رجال الشرطة. اُستحدِثت هيئة المفتِّش العام بناءً على التوصيات التي خلصت إليها لجنة كريستوفر. الهيئة مستثناة من كادر الخدمة المدنيَّة حيث تتبع مباشرةً إلى مجلس مفوضي الشرطة. عمل المفتِّش العام الحالي الجنرال مارك سميث في السابق كمستشار لشؤون الشرطة الدستوري في مكتب شريف مقاطعة لوس أنجلوس. يصل إلى الهيئة نسخة من كل شكوى مُقدَّمة بحق أعضاء من جهاز شرطة لوس أنجلوس، بالإضافة إلى متابعات لقضايا محددة إلى جانب إجراءات التقاضي التي قد تنتج عنها. كما تجري الهيئة عمليات تدقيق خاصّة على ملف تحقيقات محدَّدة، بالإضافة إلى تنفيذها لمراجعات على النظام التأديبي لضمان عدالته ونزاهته. كذلك قد تتولى هيئة مكتب المفتِّش العام إجراء تحقيقات خاصّة بتوجيه من مجلس مفوضي الشرطة.

### مكتب رئيس الشرطة
يتحمل مكتب رئيس الشرطة مسؤولية مساعدة رئيس الشرطة على إدارة الجهاز.

#### كبير الموظفين
يقع على عاتق كبير الموظفين تنسيق انتقال المعلومات الصادرة عن قيادة جهاز الشرطة لضمان إبقاء رئيس اشرطة على دراية كاملة قبل إصداره لأي قرار حيث يتولى تأدية وتنسيق تحقيقات وعمليات تدقيق إداريَّة خاصّة. كما يقدِّم المساعدة والمشورة ويعرض التوصيات على رئيس الشرطة في الشؤون المرتبطة بالموظَّفين. يتألَّف مكتب كبير الموظفين من مجلس اتصال مفوضي الشرطة، ومجموعة الاتصالات العامّة، وقسم العلاقات الإعلاميَّة، ومجموعة شؤون الموظَّفين.

#### مكتب شؤون الشرطة الدستوري والسياسة
يتبع مدير مكتب شؤون الشرطة الدستوري والسياسة لمكتب رئيس الشرطة. نشأت هذه الهيئة بموجب مرسوم الموافقة الفيدراليَّة الصادر عن وزارة العدل. تتولى الهيئة مسؤولية تطوير كل من السياسات والإجراءات الخاصّة بجهاز شرطة لوس أنجلوس، بالإضافة إلى تطويرها برامج التدقيق الداخلي والامتثال، والإجراءات القضائيَّة التي يدخل فيها جهاز الشرطة، وتشكيل وتنفيذ الخطة الاستراتيجيَّة طويلة الأمد، واستراتيجيات إدارة المخاطر، فضلًا عن تنسيق مجمل الشؤون التشريعيَّة والحكوميَّة على المستوى المحلي ومستوى الولاية نفسها والمستوى الفيدرالي.
يتألَّف المكتب من شعبة المُراجعة، وقسم الاتصال الحكوميّ، وقسم التحقيق الحكومي، ومجموعة إدارة المخاطر والشؤون القانونيَّة. تتألَّف مجموعة إدارة المخاطر والشؤون القانونيَّة بدورها من شعبة إدارة المخاطر والسياسات، وشعبة الشؤون القانونيَّة، وقسم التخطيط الاستراتيجيّ.

#### مكتب المعايير المهنية
يُمثّل مكتب المعايير المهنيَّة الذراع الاستقصائيَّة لرئيس الشرطة. يعمل المكتب على كشف الفساد والتصرفات المخلِّة بسياسة وإجراءات الجهاز والممارسات المخالفة لمهنية العمل والتبليغ عنها. يتكون مكتب المعايير المهنية من مجموعة الشؤون الداخليَّة، وشعبة العمليات الخاصّة، ومجموعة تحقيقات الجهاز.

#### مجموعة تقانة المعلومات
يقعُ على عاتق مجموعة تقانة المعلومات توفير خدمات تقانة المعلومات لجهاز الشرطة. تتألَّف مجموعة تقانة المعلومات من الوحدات الآتيَّة:
- شعبة تقانة المعلومات
- شعبة الدعم وتطوير التطبيقات
- شعبة نظام اتصالات التحكم بأوامر الطوارئ
- شعبة إدارة الابتكار

### مكتب العمليات
يؤدي غالبية أعضاء شرطة جهاز لوس أنجلوس البالغ عددهم نحو العشرة آلاف، مهامهم ضمن مكتب العمليات الذي يقع مقره الرئيسي في مبنى إدارة الشرطة الجديد. يدير المكتب مساعد رئيس الجهاز، ومعه مساعد المدير الذي يتولى القيادة. يتألَّف المكتب من أربعة مكاتب، وواحد وعشرين مقسم شرطة (يُشار إليها باسم «منطقة» أو «شُعَب»). لدى مكتب العمليات منسِّق خاص بشؤون المشردين يتبع مباشرةً لمساعد رئيس الجهاز. كما تتبع مجموعة الإشراك المجتمعي لمساعد رئيس الجهاز.
تنقسم هذه المقاسم أو الشُعَب إلى أربع مجموعات قيادة (يُطلق عليها اسم «مكاتب») تبعًا لموقعها الجغرافي. أضيفت آخر منطقتين (أوليمبيك، وتوبانغا) بتاريخ 4 يناير عام 2009.

#### جدول الهيكلية
| المكتب المركزيّ               | المكتب الجنوبيّ                   | مكتب الوادي             | المكتب الغربيّ           |
| ---------------------------- | -------------------------------- | ----------------------- | ----------------------- |
| الشعبة الوسطى (1)            | شعبة الشارع السابع والسبعون (12) | شعبة ديفونشير (17)      | شعبة هوليوود (6)        |
| شعبة هولنبيك (4)             | شعبة هاربور (5)                  | شعبة فوتهيل (16)        | شعبة أوليمبك (20)       |
| شعبة نيوتون (13)             | الشعبة الجنوبيَّة الشرقيَّة (18)     | شعبة مِشن (19)           | شعبة الهادئ (14)        |
| الشعبة الشماليَّة الشرقيَّة (11) | الشعبة الجنوبيَّة الغربيَّة (3)      | شعبة شمال هوليوود (15)  | شعبة غرب لوس أنجلوس (8) |
| شعبة رامبارت (2)             |                                  | شعبة فان نايس (9)       | شغبة ويلشر (7)          |
|                              |                                  | شعبة الوادي الغربي (10) |                         |
|                              |                                  | شعبة توبانغا (21)       |                         |

#### المكتب المركزي

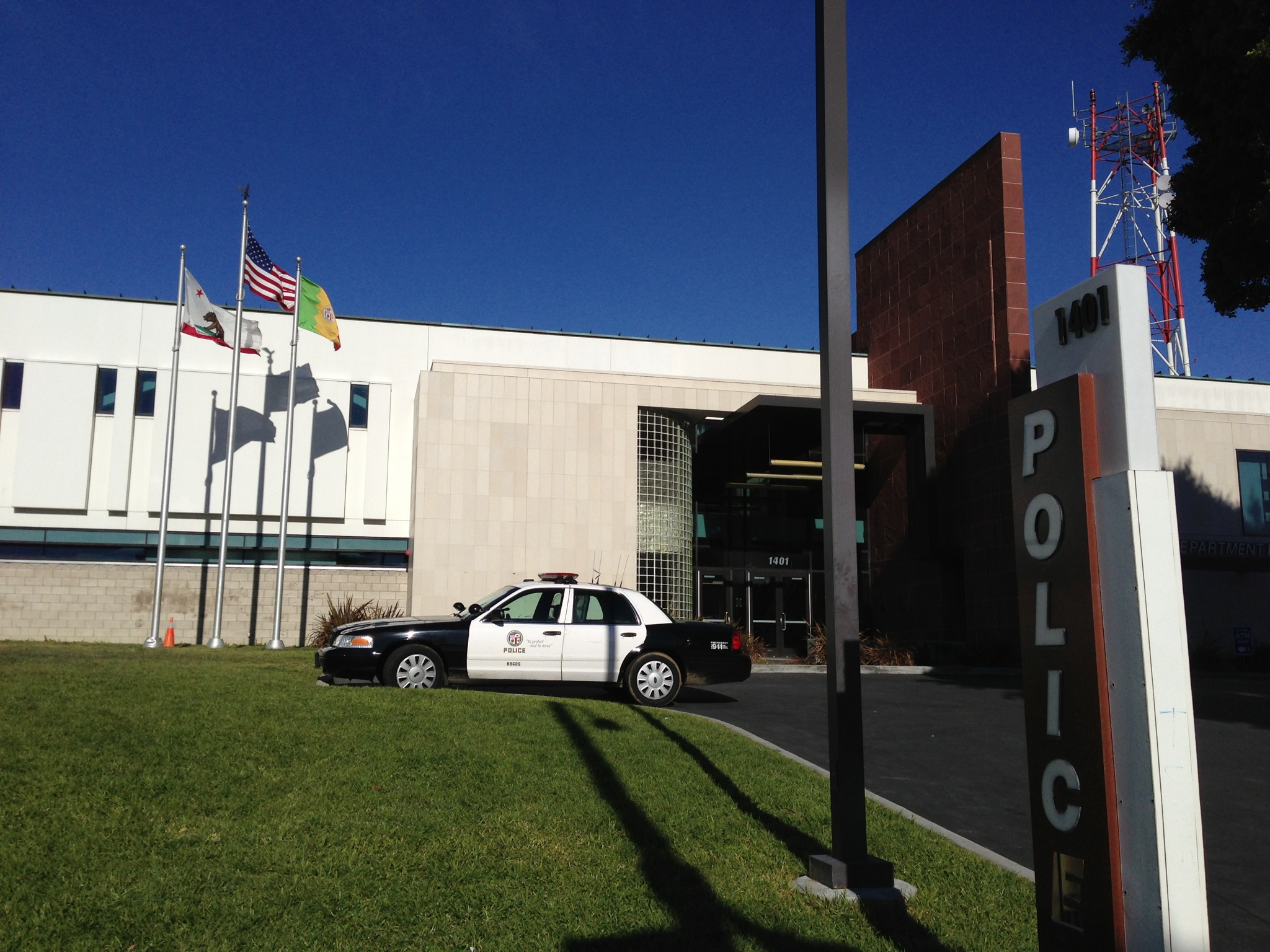
مقسم شرطة شعبة رامبارت

يقع على عاتق المكتب المركزي مسؤولية خدمة وسط مدينة لوس أنجلوس والمنطقة الشرقيَّة من المدينة. يُعدّ المكتب المركزي الأكثر اكتظاظًا بالسكان من مكاتب الدوريات الأربع. يتكون حاليًا من خمس شعب دوريات.
| الرقم | اسم الشعبة              | المناطق الواقعة تحت الخدمة                                                                                 |
| ----- | ----------------------- | --- |
| 1     | الشعبة الوسطى           | وسط المدينة، الحي الصينيّ، منطقة الأزياء، المنطقة الماليَّة، سكيد رو.                                         |
| 2     | شعبة رامبارت            | إيكو بارك، بيكو يونيون، ويستليك.                                                                           |
| 4     | شعبة هولنبيك            | بويل هايتس، لينكون هايتس، إل سيرينو.                                                                       |
| 11    | الشعبة الشماليَّة الشرقيَّة | إليجن بارك، إيكو بارك، سيلفر ليك، لوس فيلز، شرق هوليوود، هايلاند بارك، إيغل روك، آتووتر فيلدج، غلاسل بارك. |
| 13    | شعبة نيوتون (13)        | جنوب وسط لوس أنجلوس، أجزاء من وسط المدينة ومنطقة الأزياء.                                                  |

#### المكتب الجنوبي
يتولى المكتب الجنوبي الإشراف على المنطقة الجنوبيَّة من المدينة عدا إنغلوود، وكومبتون اللذَين يُعدّان مدينتين مستقلتين حيث لديهما جهازيّ شرطة خاصين بهما (بالنسبة لكومبتون فهي على عقد مع قسم شريف مقاطعة لوس أنجلوس). يتألَّف المكتب الجنوبي من أربع شعب دوريات، وشعبة جرائم القتل الخاصة بالمكتب الجنوبي.
شعبة الشارع السابع والسبعون
تتولى شعبة الشارع السابع والسبعون خدمة قسم من المنطقة الجنوبيَّة للوس أنجلوس الواقعة إلى الجنوب من جادّة فيرمون، وغرب طريق هاربور السريع، وشمال جادّة مانشستر، غربي حدود المدينة، وتشمل منطقة هايد بارك، وميدان تشيسترفيلد. كما يتبع لهذه الشعبة قسم من الجزء الجنوبي لوسط المدينة على حدود جادّة فلورنس وجادّة مانشستر، وصولًا لطريق هاربور السريع. لهذه الشعبة برنامج تدريب خاص بالأطفال الأصغر سنًا منفصل عن برنامج التدريب الأساسي. يتأهل الأطفال البالغة أعمارهم ما بين التاسعة حتى الثالثة عشر من العمر للبرنامج هذا. تنفرد شعبة الشارع السابع والسبعون ببرنامج الأطفال الأصغر سنًا.
شعبة هاربور
تخدم شعبة هاربور كلًا من مناطق سان بيدرو، وويلمنغتون، وهاربور سيتي، وبوّابة هاربور الملحقة جنوب شارع آرتيزيا. تنسِّق هذه الشعبة مع شرطة مرفأ لوس أنجلوس. يزاول أعضاء شعبة هاربور البالغ عددهم 260 فردًا مهامهم من مقر الشعبة في شارع جون غيبسون الذي اُفتتح في أبريل 2009، والبالغة مساحته 4,600 متر مربع (50 ألف قدم مربع)، والمُشيَّد بكلفة 40 مليون دولار.
الشعبة الجنوبية الشرقية
تتولى الشعبة الجنوبية الشرقية الإشراف على أجزاء من المنطقة الجنوبيَّة للوس أنجلوس (كحال شعبة الشارع السابع والسبعون). تمتد المنطقة التابعة لهذه الشعبة حتى حدود المدينة شمال شارع آرتيزيا، وتشمل منطقة واتس، والمناطق الواقعة جنوب جادّة مانشستر.
الشعبة الجنوبية الغربية
تتولى الشعبة الجنوبيَّة الغربيَّة الإشراف على جميع حدود المدينة الواقعة إلى جنوب طريق سانتا مونيكا السريع، وغرب طريق هاربور السريع، وشمال جادّة فيرنون، وشرق كولفر سيتي. كذلك تتبع منطقة بالدوين هيلز، ومنطقة ليمرت بارك، لهذه الشعبة. كما يشمل هذا القسم جامعة جنوب كاليفورنيا، وحديقة إكسبوزيشن. يقع مقر الشعبة الجنوبيَّة الغربيَّة في المنطقة الواقعة بين بين الجادّة الغربية، وجادّة نورماندي.

#### مكتب الوادي
مكتب الوادي هو أكبر مكاتب الدوريات الأربعة من ناحية المساحة التي يغطيها (حوالي 221 ميل مربع). يتولى المكتب الإشراف على العمليات الأمنيَّة ضمن منطقة وادي سان فيرناندو. يتكون حاليًا من سبعة شغب دوريات.
شعبة مشن

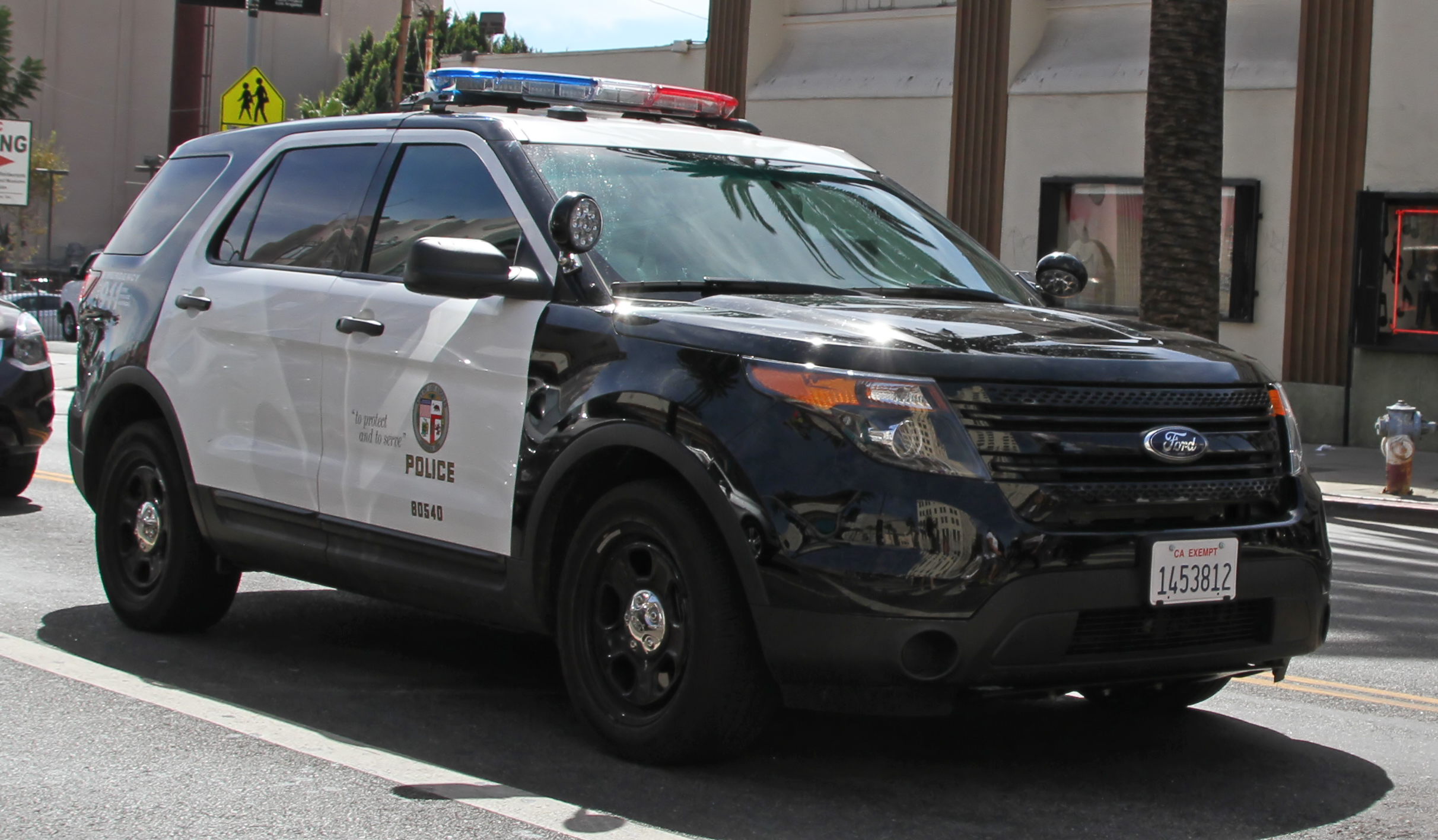
سيارة تابعة لشرطة لوس أنحلوس من نوع فورد إكسبلورر

باشرت شعبة منطقة مشن مزاولة مهامها في مايو عام 2005. كانت هذه الشعبة أول شعبة جديدة تُستحدث في المدينة منذ أكثر من ربع قرن. تغطي منطقة مشن الشطر الشرقي من ديفونشير القديمة، والشطر الغربي من فوتهيل ديفجنز في وادي سان فيرناندو، وتشمل مشن هيلز، وبانوراما سيتي.
شعبة ديفونشير
تتولى شعبة ديفونشير الإشراف على الأجزاء الشماليَّة الغربيَّة من وادي سان فيرناندو، وتشمل تشاتسوورث، ونورثريدج.
شعبة فوتهيل
تغطي شعبة فوتهيل أجزاء من وادي سان فيرناندو، (تشمل صن فالي)، وكريسينتا فالي (تشمل صنلاند-توجونغا).
شعبة شمال هوليوود
تخدم شعبة شمال هوليوود كلًا من ستوديو سيتي، وفالي فيليج، ومنطقة شمال هوليوود.
شعبة فان نايس
تغطي شعبة فان نايس كلًا من مناطق فان نايس، وسيبولفيدا، وشيرمان أوكس.
شعبة الوادي الغربي
تتولى شعبة الوادي الغربي الإشراف على أجزاء من وادي سان فيرناندو، تشمل أجزاء من إنسينو، ونورثريدج، وريسيدا، بالإضافة إلى منطقة وينتكا التي تقع فيها.
شعبة توبانغا
باشرت شعبة منطقة توبانغا مزاولة مهامها في يناير عام 2009. تشرف الشعبة على الأجزاء الواقعة ضمن حدود المقاطعة الثالثة من مقاطعات مجلس المدينة بوادي سان فيرناندو، وتشمل وودلاند هيلز، بالإضافة إلى منطقة كانوغا بارك التي تقع فيها.

#### المكتب الغربي

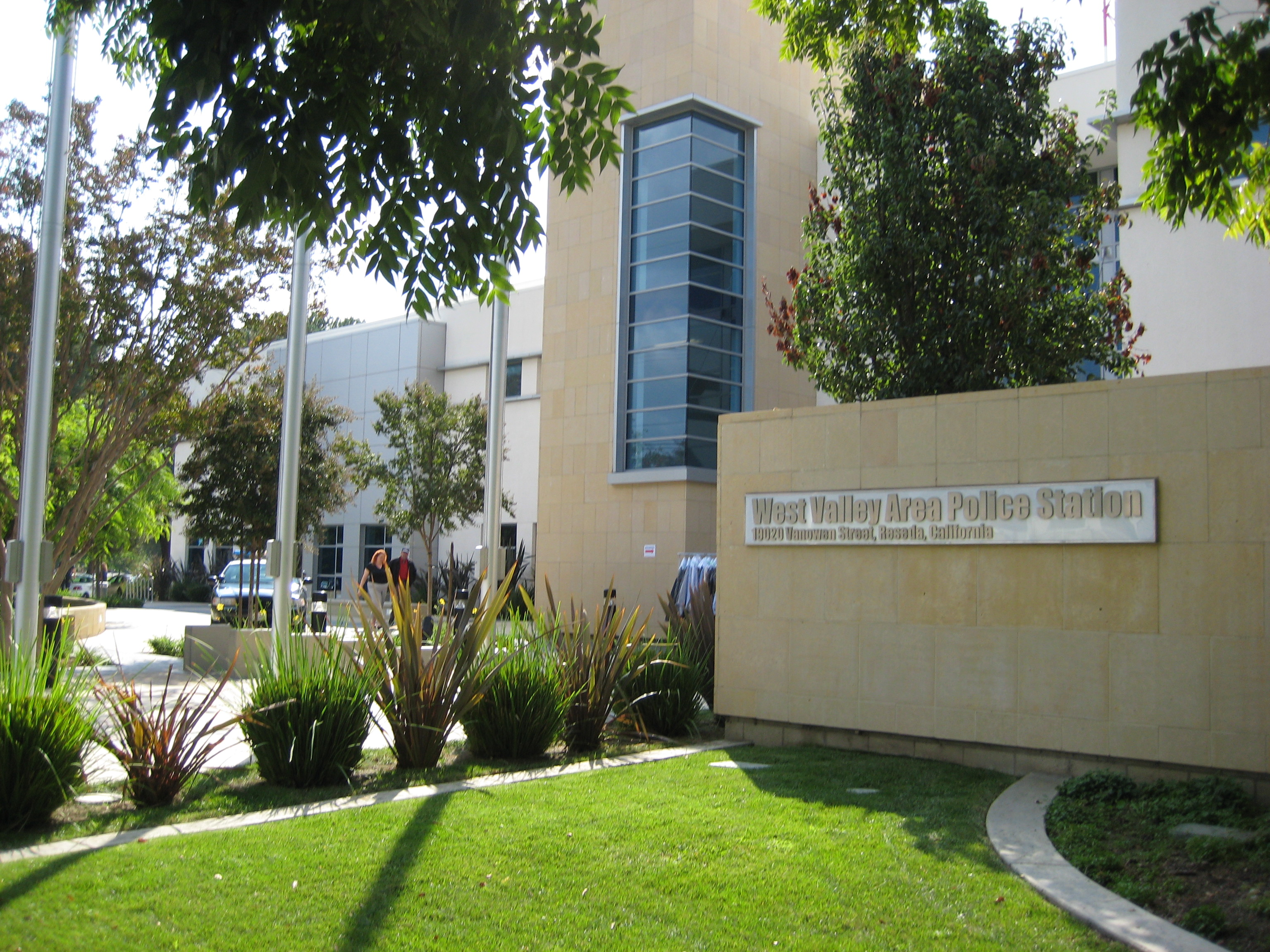
مقر شرطة شعبة الوادي الغربي

تغطي عمليات المكتب الغربي معظم مناطق لوس أنجلوس الشهيرة حيث تشمل كلًا من هوليوود، وويستوود، ومنطقة هوليوود هيلز، وحرم جامعة كاليفورنيا بلوس أنجلوس، وفينس. لا تغطي عمليات المكتب بيفرلي هيلز أو سانتا مونيكا اللتين تُعدّان مدينتين منفصلتين عن لوس أنجلوس حيث يوجد فيهما أجهزة شرطة خاصة بهما.
شعبة هوليوود
تخدم شعبة هوليوود منطقة هوليوود، وتشمل هولييود هيلز، وشارع هوليوود، وصنسيت ستريب.
شغبة ويلشر
تتولى شعبة ويلشر الإشراف على منطقة ويلشر الوسطى، وتشمل الحي الكوري، وميد سيتي، وكارثي، ومقاطعة فيرفاكس.
شعبة الهادئ
تخدم شعبة الهادئ القسم الجنوبي من المنطقة الغربيَّة للمدينة، وتشمل فينس، وفينس بيتش، وبلايا ديل راي. يعمل بعض أفراد الشرطة التابعين لهذه الشعبة للتنسيق مع شرطة مطار لوس أنجلوس في مطار لوس أنجلوس الدولي. كانت الشعبة معروفة في السابق باسم «شعبة فينس».
شعبة غرب لوس أنجلوس
تشرف شعبة غرب لوس أنجلوس على القسم الشمالي من منطقة ويست سايد. تشمل المناطق الواقعة تحت خدمة الشعبة كلًا من باسيفك باليسيدز، وسينتشيوري سيتي، وبرينتوود، وويستوود، وويست لوس أنجلوس، وشيفيوت هيلز. تقع جامعة كاليفورنيا بلوس أنجلوس (التي لها مقسم شرطتها الخاص)، وشركة تونتيث سينتشيوري فوكس هناك.
شعبة أوليمبك

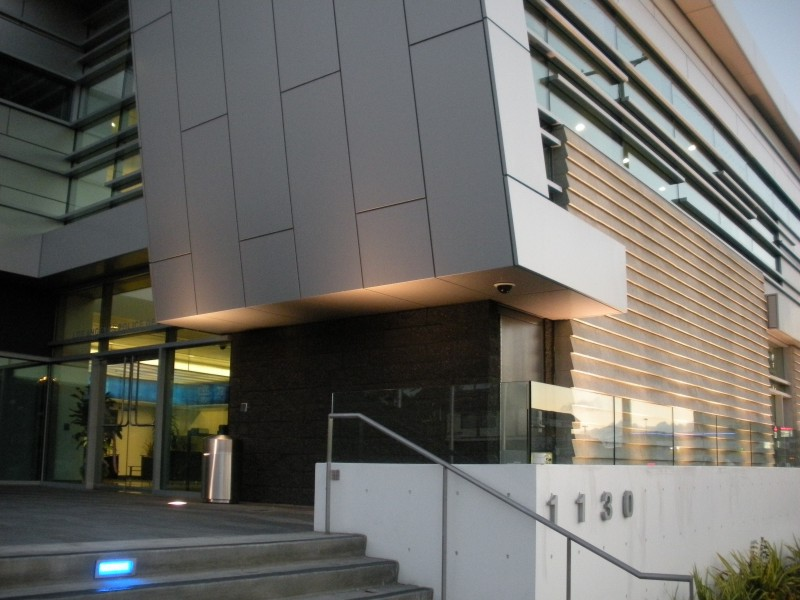
قسم شرطة شعبة أوليمبك

باشرت شعبة أوليمبك مزاولة مهامها بتاريخ 4 يناير عام 2009. تشمل منطقة أوليمبك قسمًا صغيرًا من شعبة هوليوود، وتتألَّف من مناطق بداية من شعبة رامبارت، وشعبة ويلشر. تقدِّم الشعبة خدماتها لمئتي ألف نسمة على امتداد مساحة 16 كيلومتر مربع (6.2 ميل مربع) من منطقة ميد سيتي، وتشمل الحي الكوري، وقسمًا من ميراكل مايل. يقع قسم أوليمبك البالغ مساحته خمسة آلاف متر مربع (54 ألف قدم مربع)، والذي يعمل فيه 293 عنصر شرطة، في الطرف الجنوبي الشرقي من جادّة فيرمونت، الشارع الحادي عشر. بلغت تكلفة بناء القسم 34 مليون دولار.

### مكتب العمليات الخاصة
استحدث رئيس جهاز شرطة لوس أنجلوس تشارلي بيك مكتب العمليات الخاصّة عام 2010. يرأس المكتب مساعد لرئيس الشرطة. يتألَّف مكتب العمليات الخاصة من مكتب التحقيق، ومكتب مكافحة الإرهاب والعمليات الخاصة، ومكتب خدمات الترانزيت.

#### مكتب التحقيق
يتألَّف مكتب التحقيق من عدة شُعَب وأقسام مسؤولة عن التحقيق في مجموعة واسعة من الجرائم.

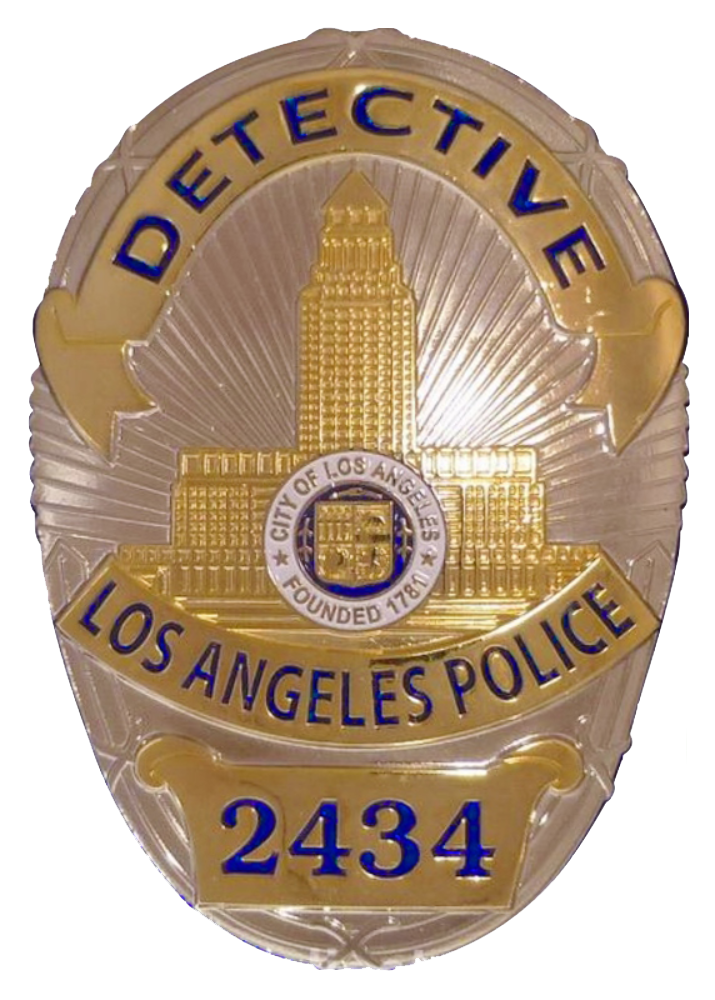
الشارة الخاصة بمحققي شرطة لوس أنجلوس

كما يحوي مكتب التحقيق على شعبة الإحصاء الحاسوبيّ (كومبستات) التي تحتفظ ببيانات الجرائم. تُجري الشعبة اجتماعات أسبوعيَّة على نحو منتظم مع رئيس جهاز الشرطة، وغيرهم من مسؤولي الجهاز رفيعي المستوى في جناح خاص يقع ضمن مبنى إدارة الشرطة الجديد. استند رئيس جهاز شرطة لوس أنجلوس ويليام براتون في إنشاءه لشعبة الإحصاء الحاسوبيّ هذه على نظيرتها في نيويورك التي كان قد أسَّسها عام 1994 حين كان براتون يعملُ مفوضًا في شرطة مدينة نيويورك. وفي عام 2002، استحدث براتون الشعبة الخاصة بشرطة لوس أنجلوس بعدما أصبح رئيس جهاز الشرطة.
بنية مكتب التحقيق
- مجموعة خدمات التحقيق
  - شعبة جرائم السطو والقتل
    - قسم جرائم القتل الخاص
    - قسم جرائم السطو الخاص
    - قسم الاعتداء الخاص
    - قسم القضايا الباردة الخاص
    - قسم التحقيقات الخاص

  - شعبة الأحداث
  - شعبة العصابات والمخدِّرات
  - شعبة الجرائم التجاريَّة
  - شعبة مساندة المحققين والإخلال
    - وحدة التقييم العقلي
    - وحدة إدارة التهديدات

  - شعبة الطب الشرعي[21]
  - شعبة التحقيقات التقنيَّة[21]
- شعبة الإحصاء الحاسوبيّ

#### مكتب مكافحة الإرهاب والعمليات الخاصة
يعمل مكتب مكافحة الإرهاب والعمليات الخاصة على تزويد شرطة لوس أنجلوس بالموارد التكتيكيَّة التخصصيَّة بهدف مؤازرة العمليات خلال الأنشطة الميدانيَّة اليوميَّة، والأحداث غير العادية، ولا سيما في حال وقوع اضطرابات خطيرة، ورفع مستوى التهديد الإرهابي.
نشأ مكتب مكافحة الإرهاب والعمليات الخاصّة نتيجة اندماج مكتب مكافحة الإرهاب والاستخبارات الجنائيَّة مع مكتب العمليات الخاصة في عام 2010.

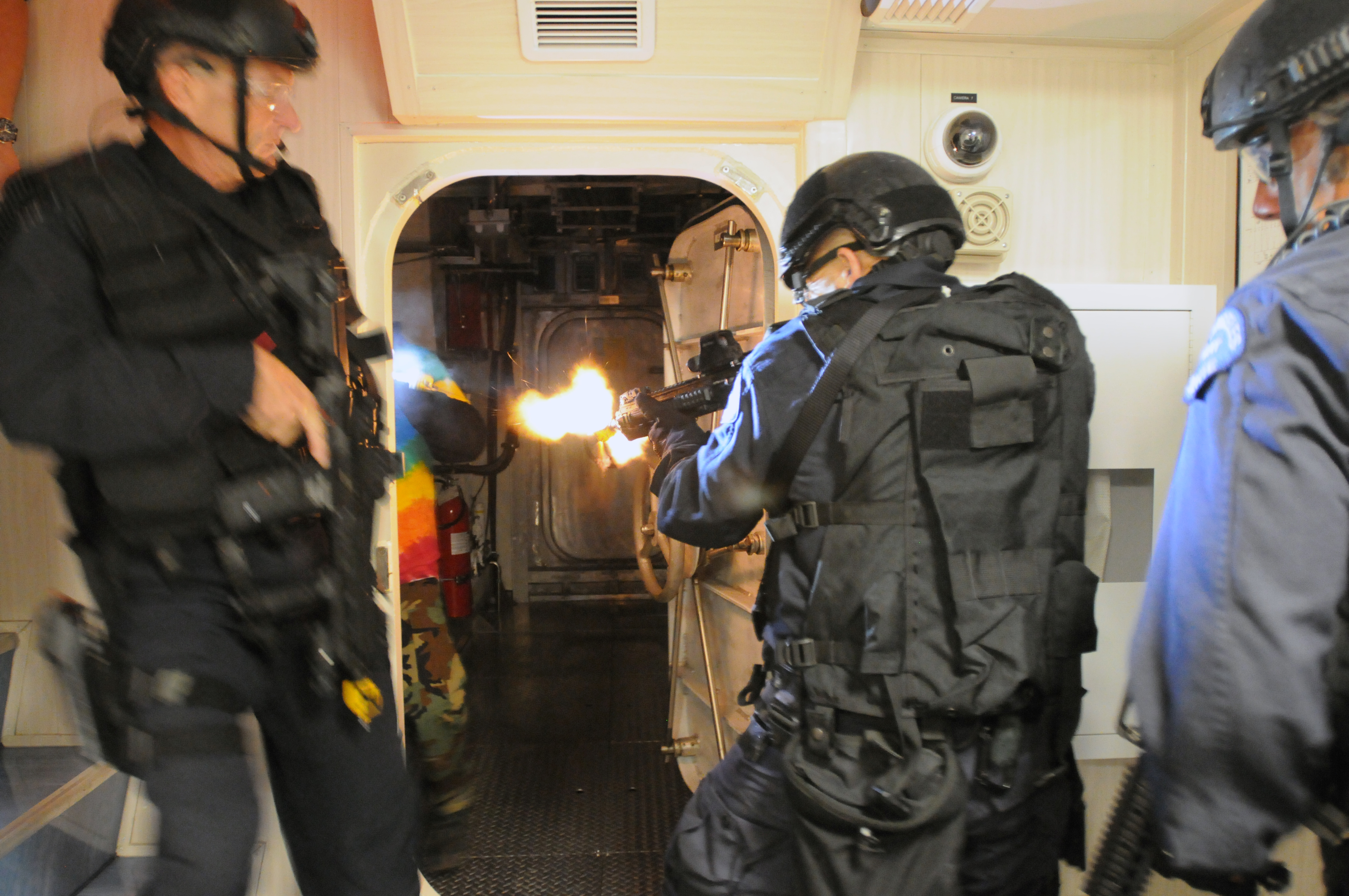
مداهمة أعضاء من فريق التدخل السريع التابع لشرطة لوس أنجلوس لإحدى الغرف

الشارَة الخاصة بأعضاء فريق التدخل السريع في شرطة لوس أنجلوس

هيكلية مكتب مكافحة الإرهاب والعمليات الخاصة
- مجموعة العمليات الخاصة
  - الشعبة الحضريَّة
    - الفصائل (A)، (B)، (C)، (G): دحر الجرائم
    - الفصيل (D): الأسلحة والتكتيكات الخاصّة (سوات)
    - الفصيل (E): وحدة الخيَّالة
    - الفصيل (H): الحراسة الأمنيَّة للمسؤولين المحليين
    - الفصيل (K-9): وحدة الكلاب
    - الفصيل (M): التخطيط الإداري والعملياتي

  - شعبة المساندة الجويَّة
  - شعبة الخدمات الأمنيَّة
- مجموعة مكافحة الإرهاب
  - شعبة الجرائم الكبرى
  - شعبة خدمات الطوارئ

#### مكتب خدمات الترانزيت
يقع على عاتق مكتب خدمات الترانزيت الإشراف على مجموعة خدمات الترانزيت التي تتولى مسؤولية توفير الأمن وإنفاذ القانون وحماية خطوط الحافلات والسكك الحديدية داخل حدود مدينة لوس أنجلوس. كما يشرف المكتب على مجموعة المرور، المسؤولة عن الإشراف على شعب المرور الجغرافيَّة الأربع والتي بدورها تعمل على أداء المهام المتعلقة بالمرور مثل التحقيق في الحوادث المروريَّة وإصدار المخالفات وما إلى ذلك. كما تتولى شعب المرور التأكد من الالتزام بقوانين القيادة تحت تأثير الكحول من خلال وحدة خاصة معنيَّة بالأمر تتألَّف بمعظمها من عناصر شرطة على الدرجات الناريَّة. كما يتبع لمكتب التحقيق المروري وحدة خاصة بالمخالفين المروريين المعتادين. تقوم هذه الوحدة بإجراء مراقبة سريَّة للمخالفين المعتادين لنظم القيادة تحت تأثير الكحول، وغيرهم من المجرمين الذين يقودون دون امتلاك رخصة قيادة ساريَّة.

### مكتب خدمات المساندة
يتولى مكتب خدمات المساندة الإشراف على خدمات الاتصالات الخاصّة بشرطة لوس أنجلوس، فضلًا عن المسائل المُتعلِّقة بالعاملين، والتدريب، ومنشآت جهاز الشرطة، والعربات الخاصّة، والعمليات الماليَّة.
يرأس مكتب خدمات المساندة مساعد لرئيس الشرطة. ويتألَّف المكتب من شعبة مراجعة الحوادث الحرِجة، وخدمات العلوم السلوكيَّة، وشعبة العمليات الماليَّة، ومكتب الخدمات الإداريَّة، ومكتب العاملين والتدريب.

#### مكتب الخدمات الإدارية
- مجموعة خدمات المساندة
  - شعبة الاتصالات
  - شعبة خدمات الأمانات
  - شعبة النقل بالسيارات
- شعبة السجّلات وتحديد الهوية
- شعبة الأملاك
- شعبة إدارة المنشآت

تتألَّف شعبة الاتصالات من مركز قسم العمليات (كان اسمه سابقًا شعبة التحليل الفوري والاستجابة الحرجة) الذي بدأ بمزاولة مهامه في مارس عام 2006. يتكون مركز قسم العمليات من قسم عمليات يتألَّف بدوره من وحدة مركز العمليات، ووحدة قسم مساندة العمليات، ووحدة مركز قيادة الحوادث، وقسم مساندة التحقيق، وقسم تحليل الجرائم.

#### مكتب العاملين والتدريب
- مجموعة التدريب
  - شعبة التدريب
  - شعبة التدريب ضمن الخدمة
- مدير تدريب وتأهيل الشرطة
- مجموعة العاملين
  - شعبة العاملين
  - شعبة التجنيد والتوظيف
  - وحدة مساعدة الموظفين
- قسم تمثيل أعضاء الشرطة

## المقر الرئيسي

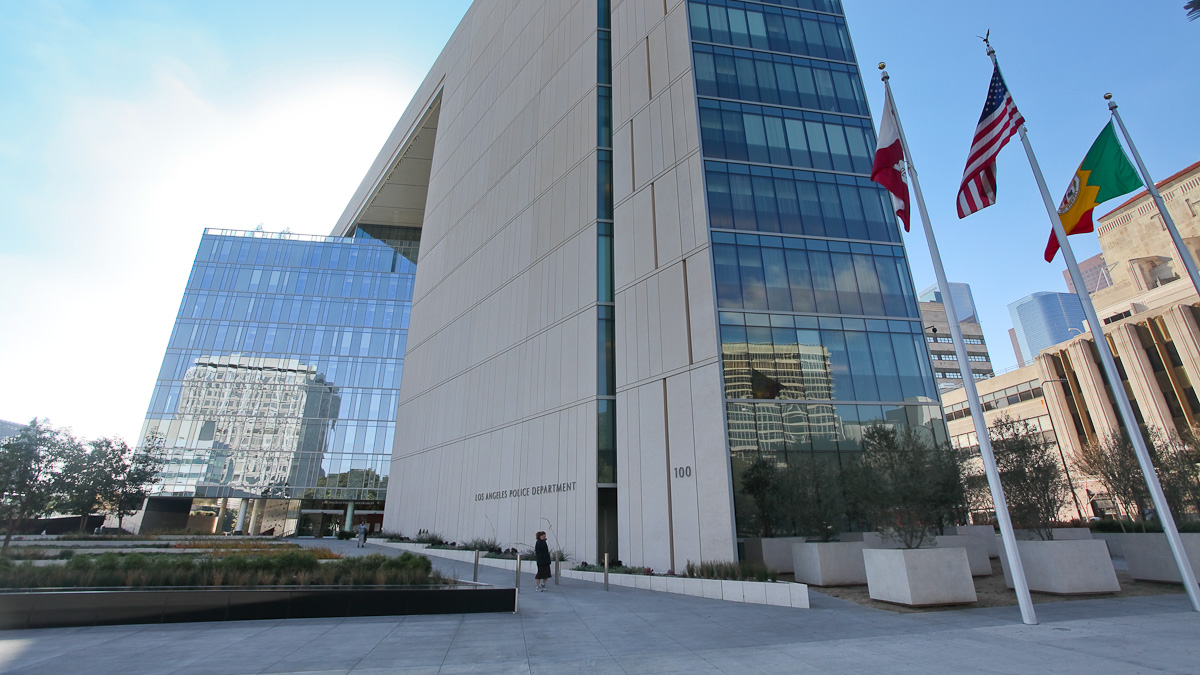
مبنى المقر الرئيسي لشرطة لوس أنجلوس (اُفتتِح عام 2009)

كانت مركز باركر المقر الرئيسي لشرطة لوس أنجلوس قبل عام 2009. يحمل المقر القديم اسم رئيس جهاز الشرطة السابق ويليام باركر، ويقع وسط المدينة. اُفتتح المقر الجديد في أكتوبر عام 2009. ويقع المركز على بعد 270 متر غربًا من مركز باركر.
بلغت الكلفة الكلية للبناء الجديد مع احتساب مركز البيانات ومبنى خاص بمواقف السيارات في الشارع الرئيسي وكراج آيزو العام نحو 437 مليون دولار. تبلغ مساحة المبنى الرئيسي 46 ألف متر مربع (500 ألف قدم مربع) تتوزع على عشرة طوابق، ومقهى، وموقف سيارات تحت الأرض، بالإضافة إلى مبنى خاص بمواقف السيارات، ومحطات مخصصة لتثبيت الدرَّاجات، ومُدرَّج مدني يتسع لأربعمئة شخص. المبنى حاصل على تصنيف ليد للقيادة في مجال الطاقة والتصميم البيئيّ حيث يستعمل نظمًا ميكانيكيَّة مُوفِّرة للطاقة، والإنارة الطبيعيَّة خلال ساعات النهار، وهو مزود بزجاج عالي الأداء، ومواد بناء متجددة أو أُعِيد تدويرها. كما أنَّ المبنى مُحاط بمساحة خضراء. يتسع المبنى لحوالي 2300 عامل، وهو ما مكَّن جهاز الشرطة من تركيز عدد من أقسامه في موقع واحد بدلًا من تناثرها الجغرافي كما كان عليه الأمر في السابق.

## الرتب والشارات الخاصة
| الرتب العُليا                                                                 | الشارة | ملاحظات |
| ---------------------------------------------------------------------------- | ------ | --- |
| رئيس الشرطة                                                                  |        | يعيِّنه عمدة لوس أنجلوس شرط موافقة غالبية أعضاء مُفوضية الشرطة عليه. يُشترط حصوله على شهادة جامعيَّة وخبرة أمنيَّة مشرَّفة في سلك الشرطة لا تقل عن اثنتي عشر عامًا. |
| مساعد رئيس شرطة                                                              |        | يتولى الإشراف على مكتب شرطة. |
| نائب رئيس شرطة (مسؤول عن مكتب شرطة)                                          |        | يتولى الإشراف على مكتب شرطة. |
| قائد شرطة (مساعد مسؤول عن مكتب شرطة)                                         |        | أهلية الحصول على ترقية في الرتبة بعد استوفاء فترات الاختبار المطلوبة.                                                                                    |
| نقيب شرطة ثالث نقيب شرطة ثاني نقيب شرطة أول                                  |        | أهلية الحصول على ترقية في الرتبة بعد استوفاء فترات الاختبار المطلوبة.                                                                                    |
| ملازم شرطة ثاني ملازم شرطة أول                                               |        | أهلية الحصول على ترقية في الرتبة بعد استوفاء فترات الاختبار المطلوبة.                                                                                    |
| يضع كل عنصر شارته كدبوسين معدنيّين على ياقتيّ القميص وكعلامات على كتفي السترة. |        | |

| الشرطي                                                                  | الشارة       | المحقَّق | الشارة | ملاحظات |
| ----------------------------------------------------------------------- | ------------ | --- | --- | --- |
| رقيب شرطة ثاني                                                          |              | محقق ثالث | | أداء ما لا يقل عن سنتين خدمة كرقيب أو محقق قبل أهلية الترقية إلى رتبة ملازم أول. |
| رقيب شرطة أول                                                           |              | محقق شرطة ثاني | | الترقية على بعد إجراء مراجعة رسميَّة أو تقييم من طرف المقسم. |
|                                                                         |              | محقق شرطة أول | | الترقية على بعد إجراء مراجعة رسميَّة أو تقييم من طرف المقسم. |
| شرطي ثالث ‡                                                             |              | | | أداء ما لا يقل عن أربعة سنوات خدمة كشرطي قبل أهلية الترقية إلى رتبة رقيب أول أو محقق أول (يتطلب فحصًا إضافيًا وإجراء مقابلة). |
| شرطي ثاني                                                               | لا توجد شارة | لا توجد شارة | لا توجد شارة | ما لا يقل عن ثلاثة سنوات خدمة كشرطي قبل أهلية الترقية إلى شرطي ثالث. |
| شرطي أول                                                                | لا توجد شارة | لا توجد شارة | لا توجد شارة | ترقية تلقائيَّة إلى شرطي ثاني بعد الإكمال المرضي لفترة اختبار مدتها ثمانية عشر شهرًا (ستة أشهر في أكاديمية الشرطة بالإضافة إلى تقييم ميداني لمدة اثنا عشر شهرًا). |
| يضع كل عنصر رتبته كشارتين مطرَّزتين على الكمين العلويّين للقميص أو السترة. |              | | | |
|                                                                         |              | | | |
| ‡                                                                       |              | يُشار إلى بعض أعضاء الشرطة من الرتبة الثالثة في حالات خاصة أو حالات بدل المخاطر بشارة شرطي ثالث أو نجمة. تشمل هكذا أدوار محققي متابعة حركة المرور، وشرطة تدريب الكلاب، وقادة عناصر أحد فصائل فريق التدخل السريع (سوات)، والعناصر رفيعي الرتبة المسؤولين عن تنسيق المناطق الجغرافيَّة. | يُشار إلى بعض أعضاء الشرطة من الرتبة الثالثة في حالات خاصة أو حالات بدل المخاطر بشارة شرطي ثالث أو نجمة. تشمل هكذا أدوار محققي متابعة حركة المرور، وشرطة تدريب الكلاب، وقادة عناصر أحد فصائل فريق التدخل السريع (سوات)، والعناصر رفيعي الرتبة المسؤولين عن تنسيق المناطق الجغرافيَّة. | يُشار إلى بعض أعضاء الشرطة من الرتبة الثالثة في حالات خاصة أو حالات بدل المخاطر بشارة شرطي ثالث أو نجمة. تشمل هكذا أدوار محققي متابعة حركة المرور، وشرطة تدريب الكلاب، وقادة عناصر أحد فصائل فريق التدخل السريع (سوات)، والعناصر رفيعي الرتبة المسؤولين عن تنسيق المناطق الجغرافيَّة. |

- توضع شارات الوحدات الخاصة على أعلى الكمين دون مستوى الكتف للعناصر المعيَّنين في شعب المرور، وشعبة المساندة الجويَّة. أمَّا العناصر المكلَّفون بالخدمة في شعب دوريات المناطق فلم تجري العادة من الناحية التاريخيَّة على وضعهم لأي رقعة كتف تدل على زيهم الرسمي.
- تُوضع شرائط الخدمة فوق طرف الكم الأيسر على قميص بأكمام طويلة. يمثل كل شريط فضي خمس سنوات من الخدمة في شرطة لوس أنجلوس.

## رؤساء الشرطة
تعاقب على منصب رئيس شرطة لوس أنجلوس سبعة وخمسين رئيس شرطة منذ عام 1876. كان ويليام باركر أكثر من استمر في المنصب حيث خدم باركر رئيسًا لجهاز الشرطة لمدة ستة عشر عامًا متواصلة.
| الاسم           | تاريخ بداية الولاية | تاريخ انتهاء الولاية | المصدر                  |
| --------------- | ------------------- | -------------------- | ----------------------- |
| جاكوب غيركينز   | 18 ديسمبر 1876      | 26 ديسمبر 1877       | [ 76 ]                  |
| إميل هاريس      | 27 ديسمبر 1877      | 5 ديسمبر 1878        | [ 77 ]                  |
| هنري كينغ       | 5 ديسمبر 1878       | 11 ديسمبر 1880       | [ 78 ]                  |
| جورج غارد       | 12 ديسمبر 1880      | 10 ديسمبر 1881       | [ 79 ]                  |
| هنري كينغ       | 11 ديسمبر 1881      | 30 يونيو 1883        | [ 80 ]                  |
| توماس كودي      | 1 يوليو 1883        | 1 يناير 1885         | [ 81 ]                  |
| إدوارد مكارثي   | 2 يناير 1885        | 12 مايو 1885         | [ 82 ]                  |
| جون هورنر       | 13 مايو 1885        | 22 ديسمبر 1885       | [ 83 ]                  |
| جيمس ديفيس      | 22 ديسمبر 1885      | 8 ديسمبر 1886        | [ 84 ]                  |
| جون سكينر       | 13 ديسمبر 1886      | 29 أغسطس 1887        | [ 85 ]                  |
| بي إم دارسي     | 5 سبتمبر 1887       | 22 يناير 1888        | [ 86 ]                  |
| توماس كودي      | 23 يناير 1888       | 4 سبتمبر 1888        | [ 81 ]                  |
| إل جي لوميس     | 5 سبتمبر 1888       | 30 سبتمبر 1888       | [ 87 ]                  |
| هابرت بينديكت   | 1 أكتوبر 1888       | 1 يناير 1889         | [ 88 ]                  |
| تيرنس كوني      | 1 يناير 1889        | 1 أبريل 1889         | [ 89 ]                  |
| جيمس بيرنز      | 1 أبريل 1889        | 17 يوليو 1889        | [ 90 ]                  |
| جون غلاس        | 17 يوليو 1889       | 1 يناير 1900         | [ 91 ]                  |
| تشارلز إلتون    | 1 يناير 1900        | 5 أبريل 1904         | [ 92 ]                  |
| ويليام هامل     | 6 أبريل 1904        | 31 أكتوبر 1905       | [ 93 ]                  |
| والتر أوبل      | 1 نوفمبر 1905       | 20 نوفمبر 1906       | [ 94 ]                  |
| إدوارد كيرن     | 20 نوفمبر 1906      | 5 يناير 1909         | [ 95 ]                  |
| توماس برودهيد   | 5 يناير 1909        | 12 أبريل 1909        | [ 96 ]                  |
| إدوارد ديشمان   | 13 أبريل 1909       | 15 يناير 1910        | [ 97 ]                  |
| ألكسندر غالوي   | 14 فبراير 1910      | 27 ديسمبر 1910       | [ 98 ]                  |
| تشارلز سيباستشن | 3 يناير 1911        | 16 يوليو 1915        | [ 99 ]                  |
| كليرنس سنيفلي   | 17 يوليو 1915       | 15 أكتوبر 1916       | [ 100 ]                 |
| جون باتلر       | 16 أكتوبر 1916      | 16 يوليو 1919        | [ 101 ]                 |
| جورج هوم        | 17 يوليو 1919       | 30 سبتمبر 1920       | [ 102 ]                 |
| ألكسندر موراي   | 1 أكتوبر 1920       | 31 أكتوبر 1920       | [ 103 ]                 |
| لايل بيندغاست   | 1 نوفمبر 1920       | 4 يوليو 1921         | [ 104 ]                 |
| تشارلز جونز     | 5 يوليو 1921        | 3 يناير 1922         | [ 105 ]                 |
| جيمس إيفرنغتون  | 4 يناير 1922        | 21 أبريل 1922        | [ 106 ]                 |
| لويس أوكس       | 22 أبريل 1922       | 1 أغسطس 1923         | [ 107 ]                 |
| أوغست فولمر     | 1 أغسطس 1923        | 1 أغسطس 1924         | [ 108 ]                 |
| آر لي هيث       | 1 أغسطس 1924        | 31 مارس 1926         | [ 109 ]                 |
| جيمس ديفس       | 1 أبريل 1926        | 29 ديسمبر 1929       | [ 110 ]                 |
| روي ستيكل       | 30 ديسمبر 1929      | 9 أغسطس 1933         | [ 111 ]                 |
| جيمس ديفيس      | 10 أغسطس 1933       | 18 نوفمبر 1938       | [ 112 ]                 |
| ديفيد ديفيدسون  | 19 نوفمبر 1938      | 23 يونيو 1939        | [ 113 ]                 |
| أرثر هومان      | 24 يونيو 1939       | 5 يونيو 1941         | [ 114 ]                 |
| كليرنس هورال    | 16 يونيو 1941       | 28 يونيو 1949        | [ 115 ]                 |
| ويليام ورتون    | 30 يونيو 1949       | 9 أغسطس 1950         | [ 116 ]                 |
| ويليام باركر    | 9 أغسطس 1950        | 16 يوليو 1966        | [ 117 ] [ 118 ]         |
| ثاد براون       | 18 يوليو 1966       | 17 فبراير 1967       | [ 119 ]                 |
| توماس ريدن      | 18 فبراير 1967      | 5 مايو 1969          | [ 120 ]                 |
| روجر موردوك     | 6 مايو 1969         | 28 أغسطس 1969        | رئيس مؤقت               |
| إدوارد ديفس     | 29 أغسطس 1969       | 16 يناير 1978        | [ 122 ] [ 123 ]         |
| روبرت روك       | 16 يناير 1978       | 28 مارس 1978         | رئيس مؤقت               |
| ديرل غيتس       | 28 مارس 1978        | 27 يونيو 1992        | [ 125 ] [ 126 ] [ 127 ] |
| ويلي ويليامز    | 30 يونيو 1992       | 17 مايو 1997         | [ 128 ] [ 129 ]         |
| بايان لويس      | 18 مايو 1997        | 12 أغسطس 1997        | [ 130 ]                 |
| بيرنارد باركس   | 12 أغسطس 1997       | 4 مايو 2002          | [ 131 ] [ 132 ]         |
| مارتن بومروي    | 7 مايو 2002         | 26 أكتوبر 26, 2002   | رئيس مؤقت               |
| ويليام براتون   | 27 أكتوبر 2002      | 31 أكتوبر 2009       | [ 134 ] [ 135 ]         |
| أنجيلو غارسيا   | 1 نوفمبر 2009       | 17 نوفمبر 2009       | رئيس مؤقت               |
| تشارلز بيك      | 17 نوفمبر 2009      | 27 يونيو 2018        | [ 137 ] [ 138 ]         |
| مايكل مور       | 27 يونيو 2018       | الرئيس الحالي        | [ 139 ]                 |

## العمل

### التحديات

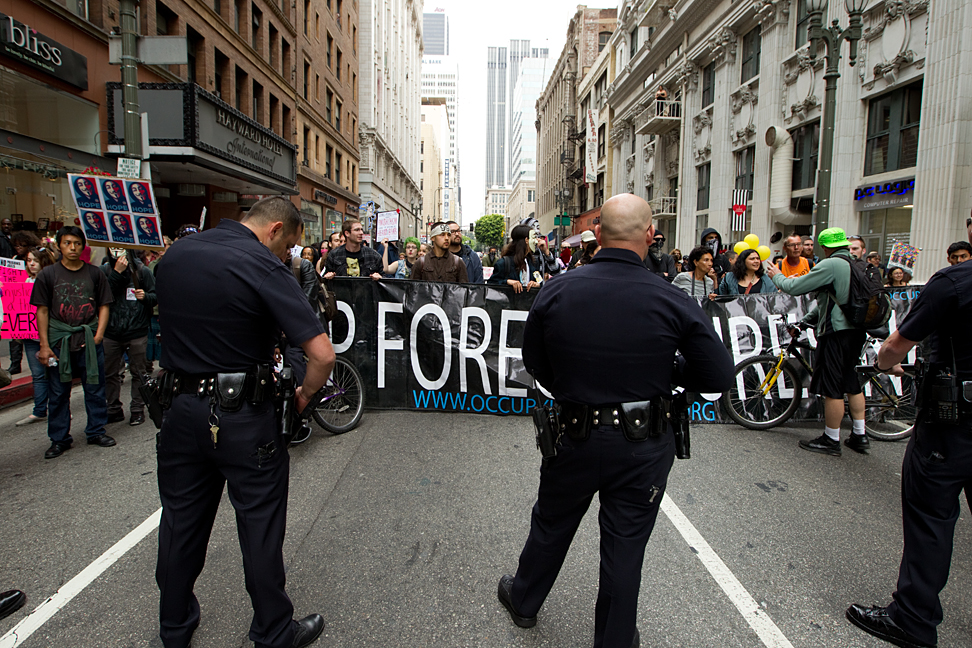
أعضاء من شرطة لوس أنجلوس خلال مظاهرة نظَّمتها حركة احلتوا لوس أنجلوس.

عانت شرطة لوس أنجلوس من ضعف مستمر في التمويل وتراجع في أعداد الملتحقين في جهاز الشرطة خلال السنوات القليلة الماضية. كما كانت نسبة عدد أعضاء الشرطة المنتشرين في المدينة مقابل عدد سكانها من بين أدنى النسب المسجَّلة بالمقارنة مع غيرها من المدن الأمريكية الكبرى، وهذا على الرغم من كون شرطة لوس أنجلوس ثالث أكبر جهاز شرطة على مستوى الولايات المتَّحدة. وضع رئيس الشرطة السابق ويليام براتون من هدف توسيع جهاز الشرطة أحد أولوياته حتى أنَّه كان يقول «أعطوني أربعة آلاف شرطي إضافي وسوف أعطيكم أئمن مدينة في العالم».
يوجد في المدينة شرطي واحد لكل 426 نسمة. وعلى وجه المقارنة فإنَّ مدينة نيويورك بها شرطي واحد لكل 228 نسمة. تحتاج المدينة لإضافة نحو 17 ألف شرطي جديد إلى صفوفها حتى تصل إلى نفس نسبة أعضاء الشرطة بالنسبة لعدد السكان الموجودة في مدينة نيويورك. وللتوسع في هذه المقارنة يمكن ذكر شيكاغو التي فيها شرطي واحد لكل 216 مواطن، وفيلادلفيا التي فيها شرطي واحد لكل 219 مواطن.
بذل جهاز شرطة لوس أنجلوس جهدًا حثيثًا لتوسيع عدد العاملين من الشرطة خلال السنوات الماضيَّة حيث وضع الجهاز نصب عينيه الوصول إلى توظيف 1500 شرطي جديد. هذا ولدى لشرطة لوس أنجلوس ثلاث وكالات متخصِّصة لا تتبع لها مباشرةً، حيث تتولى هذه الوكالات مهمة تأمين المرفأ والمطار ومقاطعة المدارس المتَّحدة.

### الوحدة الخاصة بسرقة الأعمال الفنية
تُعدّ الوحدة الخاصّة بسرقة الأعمال الفنيَّة التابعة لشرطة لوس أنجلوس «وحدة إنفاذ القانون الوحيدة العامِلة بدوام كامل في الولايات المتَّحدة، والمكرَّسة للتحقيق في الجرائم الفنيَّة». يتولى مهام الوحدة ورئاستها محقّق خاص، وهو أيضًا العضو الوحيد الدائم فيها مما يجعله المحقّق الوحيد في البلاد الذي يعمل بدوام كامل في التحقيق بالجرائم الفنيَّة. استطاعت الوحدة بحسب ما ذكرته الشرطة استعادة ما تعادل قيمته 121 مليون دولار من الأعمال الفنيَّة المسروقة منذ عام 1993.
هذا وتتبع الوحدة الخاصة بسرقة الأعمال الفنيَّة لقسم جرائم السطو الخاص من مكتب التحقيق.

### النقابة
النقابة العماليَّة الخاصّة بالجهاز هي رابطة حماية شرطة لوس أنجلوس التي يمكن لأفراد الجهاز التمتع بعضوية فيها وصولًا إلى رتبة ملازم.

### برنامج تأهيل الشباب
لدى شرطة لوس أنجلوس نسختها الخاصّة من برامج تأهيل الشرطة الخاصّة بفئة الشاب تشبه تلك الموجودة في العديد من أجهزة الشرطة في الولايات المتَّحدة. كان الجهاز مرتبطًا في السابق بشراكة مع منظَّمة الكشافة الأمريكيَّة، ولكن بعدها قرَّرت مفوضية الشرطة قطع شراكتهم مع الكشافة بسبب قواعدهم التمييزيَّة التي تمنع المثليين والملحدين واللاأدريين من الوصول لأدوار قياديَّة في برامج التلمذة. يشترط على الأشخاص الذين يرغبون الالتحاق بأكاديمية تأهيل الشرطة أن يكون عمرهم ما بين الثالثة عشر والسابعة عشر، ويجب عليهم أن يحققوا شروطًا دراسيَّة محدَّدة، وأن يكون سجلهم الجنائيّ نظيف، فضلًا عن تحقيقهم لعدة شروط أخرى.

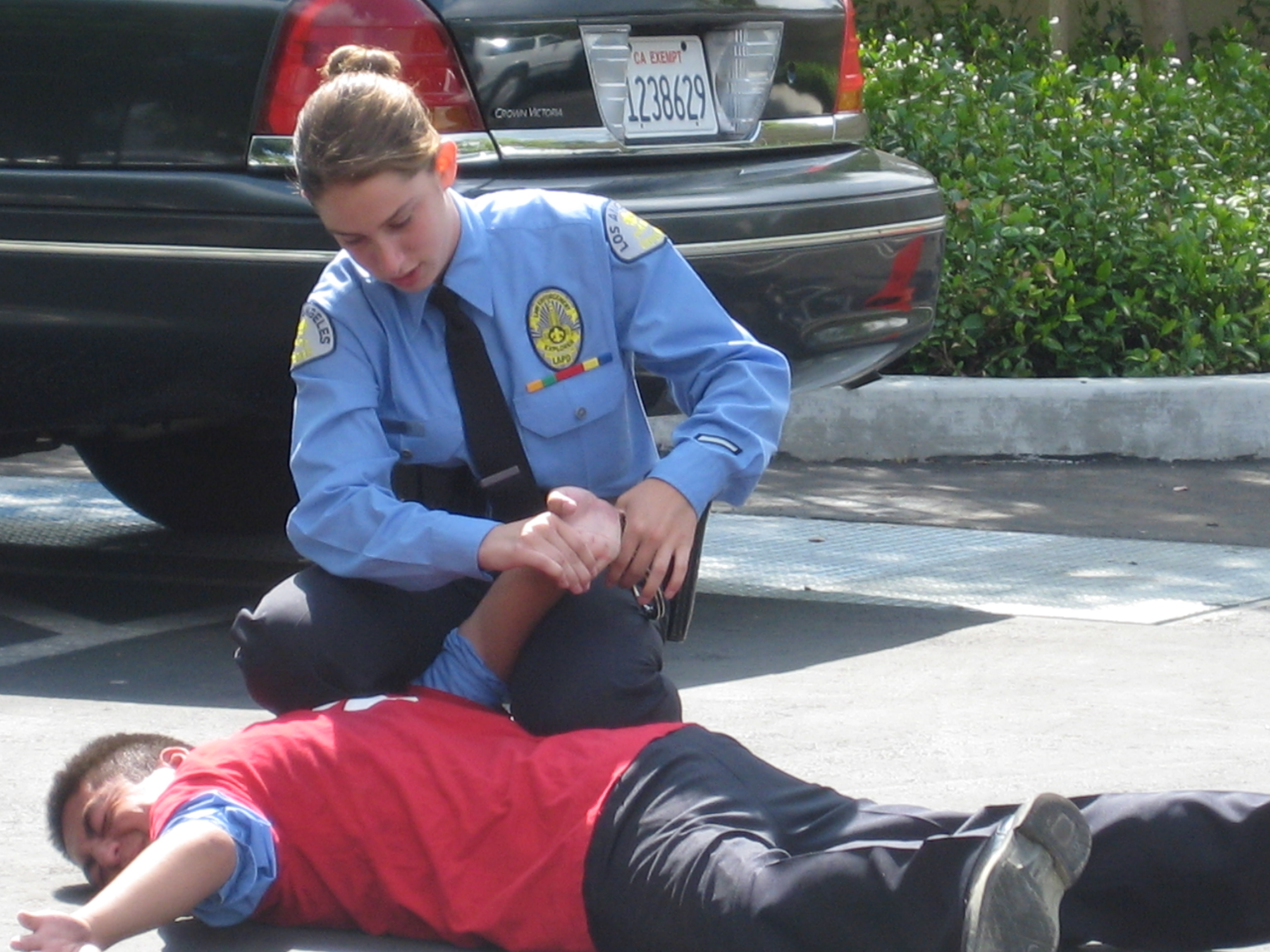
شابة في برنامج تأهيل شرطة لوس أنجلوس للشباب تتدرب على تقييد اليدين بالأصفاد.

كان برنامج تأهيل الشباب القديم يسعى إلى إرشاد المنتسبين إليه للالتحاق بمهن في قوات الأمن وإنفاذ القانون، في حين يركز برنامج الجديد الذي اعتمدته شرطة لوس أنجلوس على بناء تأسيس متين في الحياة وإعداد الشباب لأي مهنة يختارون العمل فيها من خلال العمل على تقديم أمور مثل الإرشاد الدراسيّ والمنح الجامعيَّة وفقًا لما قد يتطلبه المنتسبين المحتاجين للمساعدة. يكمل المنتسبين دورة تعريفيَّة بمواضيع انفاذ القانون وحفظ الأمن، والمواطنة، والقيادة، والتوعية الماليَّة، وغيرها من المهارات الأخرى. يشارك المتدربون بمهام مختلفة مثل دوريات الشرطة، ومراقبة التجمهر، ومساعدة الجمعيات الخيريَّة، والعمل في مقاسم الشرطة، وغيرها من المهام. يوجد فروع لبرنامج تأهيل الشباب في جميع شعب جهاز الشرطة في المدينة، بالإضافة إلى الشعب المتخصِّصة مثل الشعبة الحضريَّة، وشغبة الاتصالات. هذا وقد بلغ عدد المنتسبين في برنامج التأهيل حوالي الخمسة آلاف في عام 2014.

### التركيبة الديموغرافية
كانت شرطة لوس أنجلوس حتى إدارة رئيس الشرطة غيتس بغالبيتها مؤلَّفة من البيض (بنسبة 80% في عام 1980) وكان العديد من أعضاء الشرطة يقطنون خارج حدود المدينة. ولاحقًا ذاع صيت ضاحية سيمي فالي في مقاطعة فينتورا على خلفية المحاكمة التي سبقت مباشرةً اندلاع أعمال شغب لوس أنجلوس عام 1992، وكان ذلك نتيجة العدد الكبير لأعضاء الشرطة ممن يقطنون في هذه الضاحية، والذين كانوا بمعظمهم من البيض. في عام 1994، وجدت دراسة أجراها الاتحاد الأمريكي للحريات المدنيّة عند الرجوع إلى أرقام مناطق التوزيع البريديّ الخاصّة بأعضاء الجهاز أنَّ أكثر من 80% من أعضاء الشرطة كانوا يعيشون خارج حدود المدينة.
بدأت النسب العرقيَّة التي توزيع عليها أعضاء الشرطة بالتغير خلال ثمانينات القرن العشرين، ولكن فعليًا لم يطرأ أي تغيير كبير على التوزيع حتى تطبيق الإصلاحات التي أقرَّتها لجنة كريستوفر. وبعد ذلك بدأت الجهاز بتعيين أعضاء شرطة من السود، والهسبانيين، والآسيويين حيث يمكن الآن رؤية الكثير من أعضاء الشرطة ممن ينتمون للأقليات في مناصب عادية ومواقع قياديَّة على حدٍ سواء، وينطبق هذا على جميع شعب الجهاز تقريبًا. وهكذا أضحت شرطة لوس أنجلوس تعكس تنوع السكان.
كانت شرطة لوس أنجلوس سبَّاقة تاريخيًا من ناحية تعزيز المساواة بين الجنسين حيث عيّنت شرطة لوس أنجلوس أليس ستيبنز ويلز في عام 1910 لتدخل الأخيرة التاريخ من أوسع أبوابه بعدما أصبحت أول شرطية في الولايات المتحدة. كانت النساء العاملات في جهاز الشرطة يندرجن تحت رتبة «شرطيات» حتى مطلع سبعينيات القرن العشرين.
عمومًا فقد اقتصرت مهام النساء في الجهاز حتى الخمسينيات بعملهن إمَّا كمديرات في نظام السجون، أو التعامل مع الشباب المضطرب الذين يؤدون مهام استقصائيَّة، فقلَّما عملن في أي نوع من المهام الميدانيَّة، ولم تتمكنّ من الارتقاء بالرتب فوق رتبة رقيب.
أدت دعوى قضائيَّة رفعتها شرطية تدعى فانشون بليك خلال الثمانينات إلى إصدار إحدى المحاكم لقرار يُلزم جهاز شرطة المدينة بالبدأ بتعيين وترقية الشرطيات العاملات في صفوفه. وعليه فقد ألغت شرطة لوس أنجلوس رتبة «شرطي» ورتبة «شرطية» التي كانت تُستخدم حينذاك للإشارة إلى الأعضاء الجدد الذين كانوا يلتحقون بصفوف الجهاز. واستثني من تطبيق هذا الإجراء الأعضاء الذين كانوا بالأصل يحملون هذه الرتبة عند صدوره. ومن بعدها أصبح يُشار إلى الأعضاء الملتحقين حديثًا بالجهاز بـ«أعضاء الشرطة»، وظل معمولًا بهذه القاعدة حتى يومنا هذا. شكَّل النساء نحو 18.9% من مجموع أعضاء الشرطة في الجهاز في عام 2002.
كان روبرت ويليام ستيوارت، وروي غرين أول شرطيين من السود يلتحقان في صفوف الجهاز حيث يعود تاريخ انضمامهما إلى ثمانينيات القرن التاسع عشر وتحديدًا عام 1886. كانت شرطة لوس أنجلوس من بين أول جهازين للشرطة في الولايات المتَّحدة تقوم بتعيين امرأة سوداء في صفوفها وهي الشرطية جورجيا آن روبنسون التي التحقت في صفوف شرطة المدينة عام 1919. ومع ذلك فقد كان جهاز الشرطة بطيئًا في عملية الاندماج. على سبيل المثال، كان عدد أعضاء الشرطة السود الذين كُلِّفوا بالتدخل لوقف الفوضى في منطقة جنوب وسط لوس أنجلوس 5 من أصل 205 شرطي خلال أعمال شغب واتس في عام 1965، وهذا رغم كون احتواء هذه المنطقة على أكبر تجمع للسود في المدينة. كان العمدة الأسود الأول في تاريخ المدينة توم برادلي شرطيًا سابقًا في الجهاز حيث قرَّر الاستقالة وترك الجهاز بعد عدم تمكنه من الارتقاء إلى رتب أعلى من رتبة ملازم، وكانت حاله مثل حالة غيره من أعضاء الشرطة السود في الجهاز آنذاك. كانت نسبة السود في صفوف أعضاء شرطة لوس أنجلوس عندما اُنتخِب برادلي عمدة للمدينة عام 1972 لا تتجاوز الـ5%، ولم يكن هناك في الجهاز بأسره سوى نقيب أسود واحد يدعى هومر بروم. في عام 1975، أستطاع بروم تحطيم هذه الحواجز العرقيَّة عندما أصبح أول شرطي في الجهاز ينال رتبة قائد شرطة، وأول شرطي أسود يتولى قيادة مقسم للشرطة ألا وهو الشعبة الجنوبيَّة الغربيَّة التي تتولى خدمة أحياء منطقة جنوب وسط لوس أنجلوس التي يتركز بها كثير من السود.
بلغ عدد أعضاء شرطة لوس أنجلوس 10,008 شخص حتى عام 2019. كانت نسبة الذكور تبلغ 81% (8,158 شخصًا)، فيما بلغت نسبة الإناث 19% (1,850 شخصًا). وتوزع التركيب العرقيّ/الإثنيّ لجهاز الشرطة على النحو الآتي:
- كانت نسبة 48.8% (4,882 شخصًا) من الهسبانيين/اللاتينيين (من أي عرق).
- كانت نسبة 30.9% (3,090 شخصًا) البيض غير اللاتينيين.
- كانت نسبة 9.62% (962 شخصًا) من الأمريكيين الأفارقة.
- كانت نسبة 7.66% (766 شخصًا) من الآسيويين.
- كانت نسبة 2.46% (246 شخصًا) من الأمريكيين الفلبينيين.
- أمَّا النسبة المتبقية فتوزعت على الهنود وغيرها من الإثنيات الأخرى.

### اللغات المنتشرة
شهدت شرطة لوس أنجلوس بمرور السنين ارتفاعًا ملحوظًا في أعداد أعضاء الملتحقين ممن يتحدثون لغات أخرى غير الإنجليزيَّة. بلغ عدد الأعضاء الذين يستطيعون تحدث لغتين أو أكثر في الجهاز 483 شخص في عام 1974. وارتفع هذا العدد ليصبح 1,560 شخص في 1998. ووصل إلى 2,500 شخص في عام 2001 حيث استطاع هؤلاء تحدث واحدة من بين 32 لغة أجنبية على الأقل. في عام 2001، وجدت دراسة أنَّ المتحدثين باللغات غير الإنجليزيَّة ممن يجرون مكالمات هاتفيَّة إلى خطوط الطوارئ أو غيرها من خطوط الشرطة لا يتلقون في غالب الأمر ترجمة للحديث، وغالبًا ما تكون المعلومات التي يحصلون عليها غير كاملة، وأحيانًا يرد عليهم موظفي الشرطة بردود فظَّة. أدت مسألة نقص أعضاء الشرطة المتقنين لعدة لغات إلى تنفيذ إصلاحات شملت منح علاوات ماليَّة وزيادات في الرواتب لأعضاء الشرطة الحاملين لشهادات مصدَّقة تثبت إتقانهم للغات غير الإنجليزيَّة. وحاليًا فإنَّ أكثر من ثلث أعضاء شرطة لوس أنجلوس يحملون شهادات مُصدَّقة تثبت إتقانهم للغة أجنبيَّة واحدة على الأقل. كما يستخدم الجهاز أجهزة خاصّة تُخزِّن عليها آلاف العبارات المسجَّلة مسبقًا بلغات عديدة حيث يمكن من خلالها بث رسائل بمختلف اللغات من عربات الشرطة.

## بيئة العمل والرواتب

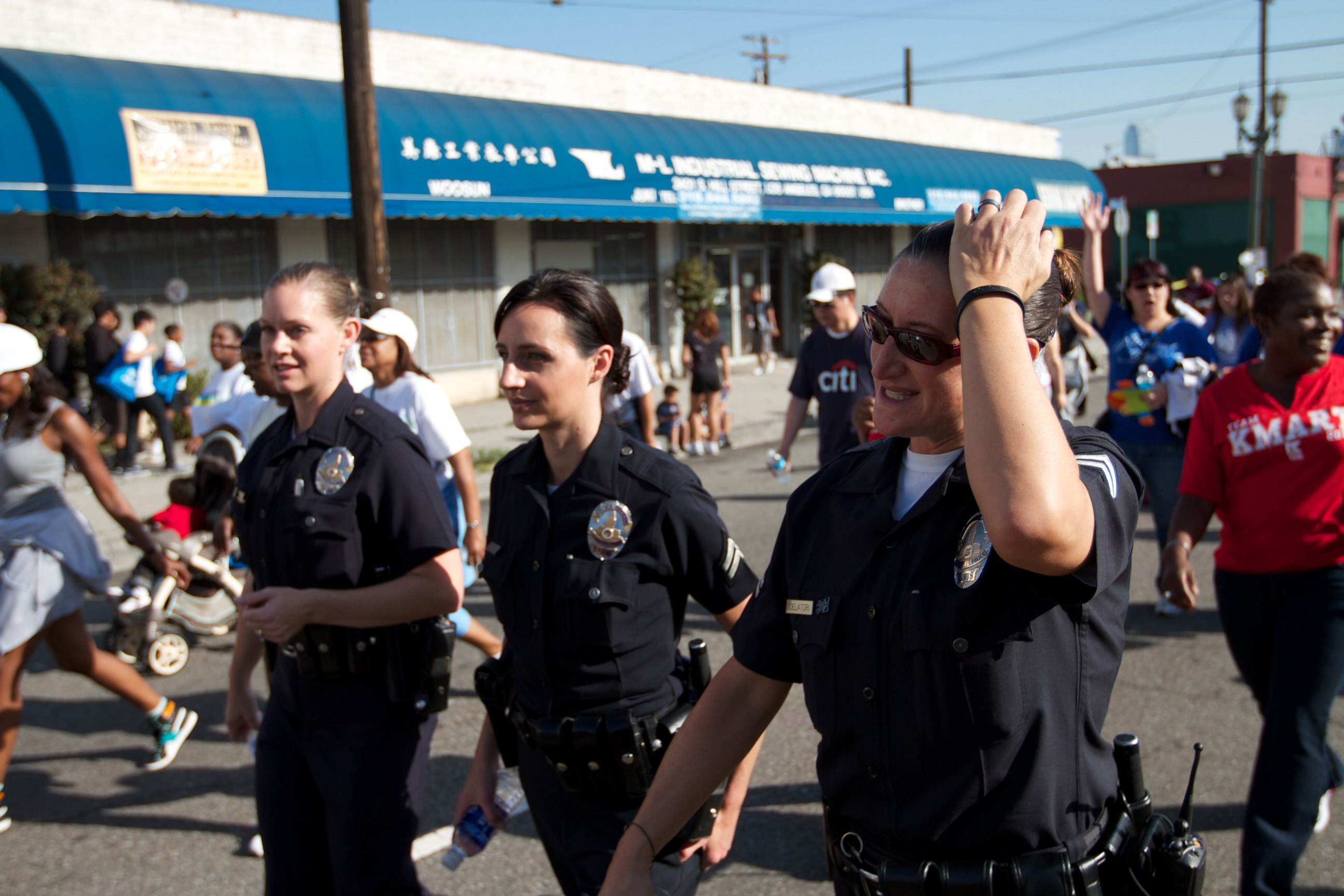
أعضاء من شرطة لوس أنجلوس في مسيرة عام 2011.

ينقسم أسبوع عمل أعضاء جهاز شرطة لوس أنجلوس إلى فترتين الأولى هي ثلاثة أيام من الأسبوع يعمل فيها أعضاء الجهاز لمدة اثنا عشر ساعة، وأربعة أيام أخرى يستمر فيها العمل لمدة عشرة أيام. يبلغ عدد المهام التي يوزِّعها الجهاز أكثر من 250 نوعًا من المهام، ويمكن لأي شرطي التأهل لأداء أي واحدة من هذه المهام بعد إكمال سنتين خدمة في الدوريات. دائمًا ما يعمل أعضاء الشرطة في الدوريات مع شريك لهم، وهذا على عكس أجهزة الشرطة في الضواحي المحيطة بمدينة لوس أنجلوس، التي توكِّل شرطيًا واحدًا في كل دورية من أجل الرفع من مستوى وجود الشرطة في مناطقهم، والسماح لعدد أصغر من أعضاء الشرطة بتسيير دوريات ضمن مناطق أكبر.
تتألَّف شعبة التدريب التابعة للجهاز من ثلاثة منشأت تتوزع في عدة مناطق من المدينة حيث تشمل إيلجين بارك، ومركز آمنسون لتدريب المجندين (ويستشستر)، ومركز إدوارد ديفيس للتدريب (غرناداد هيلز).
استطاع الملتحقين الجدد بالجهاز خلال الفترة من ربيع عام 2007 حتى ربيع عام 2009 كسب حوافز فور مباشرتهم العمل تراوحت ما بين خمس آلاف وعشر آلاف دولار. انتهى العمل بنظام هذه الحوافز عام 2009. كانت تُدفع نصف قيمة حوافز الالتحاق للجدد بعد تخرجهم من أكاديمية الشرطة، ونصفها الآخر بعد استكمال فترة الاختبار. كما أضيف مبلغ ألفي دولار على هذه الحوافز للملتحقين الذين تقع منازلهم خارج منطقة لوس أنجلوس لتسديد ترتيبات السكن. اعتبارًا من يوليو عام 2009، تراوح السقف الأدنى السنوي للملتحقين الجدد بالجهاز ما بين 56,522 حتى 61,095 دولار تبعًا للمستوى التعليمي، وأصبح الملتحقين يحصلون على راتبهم كاملًا بدءاً من أول أيام مزاولتهم الدوام في كلية الشرطة.
شهدت رواتب الملتحقين الجدد بالجهاز تخفيضًا بنسبة 20% في يناير عام 2010. بلغت قيمة أول راتب للملتحقين في حال تخرّجهم من المدرسة الثانوية 45,226 دولار، في حين يزيد الراتب ويصل إلى 47,043 دولار في حال إثبات الملتحقين حضورهم لعدد معين من الساعات الجامعيَّة، ولم تنخفض قيمة درجاتهم في المدرسة الثانويَّة عن 2.0. أمَّا إذا كان الملتحق متخرج ويحمل شهادة جامعيَّة فيرتفع الراتب ويزيد حينها ليصل إلى 48,880 دولار. في عام 2014، توصلت المدينة ونقابة الشرطة إلى اتفاق يقضي بزيادة رواتب نحو ألف عضو كانت رواتبهم قد خُفِّضت حينما ألتحقوا بالجهاز، وجاء ذلك عقب مفاوضات تمّت بين الطرفين. كما رفع الاتفاق الذي دخل حيز التنفيذ عام 2015 من السقف الأدنى لرواتب الملتحقين الجدد في صفوف الجهاز ليصبح 57,420 دولار، ومن ثم ليرتفع بعد الخدمة ستة أشهر ليصبح 60,552 دولار. كما غيَّر هذا الاتفاق من النظام الحالي للدفع على ساعات العمل الإضافيَّة الذي كان قائمًا على الدفع المؤجل حيث كان الهدف من تطبيقه تقليص المصاريف. أصبح النظام الجديد يعتمد على الدفع المسبق، بالإضافة إلى زيادة الميزانية المخصَّصة للساعات الإضافيَّة من 30 مليون لتصبح 70 مليون دولار.

### استخدام الكاميرات القابلة للارتداء
بدءًا من عام 2013، باشرت شرطة لوس أنجلوس فترة تجريبيَّة زوَّدت فيها ثلاثين شرطيًا في منطقة سكيد رو بكاميرات قابلة للارتداء. أشارت التقارير من الفترة التجريبيَّة إلى عمل الكاميرات بصورة جيدة، فضلًا عن الدور الذي لعبته في خفض تصعيد الكثير من المواقف المشحونة، ولكن بنفس الوقت فقد شاب الكاميرات بعض المشاكل الفنيَّة، بالإضافة إلى سقوطها من الشرطي بين الحين والآخر أثناء الحركة. في نوفمبر عام 2014، أعلنت شرطة لوس أنجلوس عن اختيارها لشركة تيزر الدوليَّة كمزوّد للكاميرات القابلة للارتداء بعد استخدامها في برنامج تجريبيّ في وقت سابق من العام. في 16 ديسمبر عام 2014، أعلن عمدة لوس أنجلوس إريك غارسيتي عن صفقة لشراء المدينة لنحو سبعة آلاف كاميرا قابلة للارتداء من شركة تيزر حتى يستخدمها جهاز الشرطة. إذ تقرَّر ارتداء كل شرطي من العاملين في الدوريات لكاميرات خاصّة. سيستخدم أول سبعمئة كاميرا شرطة الدوريات في المنطقة الوسطى، ومِشن، ونيوتون ضمن المدينة اعتبارًا من شهر يناير عام 2015. هذا وقد جُمِع مبلغ 1.55 مليون دولار من التبَّرعات من أجل إطلاق المرحلة الأولى من برنامج الكاميرات القابلة للارتداء، وذلك بغية التخفيف من الأعباء الماليَّة التي تتحملها المدينة. كذلك تبَّرع المعهد الوطني للعدل التابع لوزارة العدل بمبلغ مليون دولار إضافي. وقد تبلغ تكلفة برنامج الكاميرات القابلة للارتداء في نهاية المطاف أقل من 10 ملايين دولار، وكان من المقرَّر تضمينها في مقترح العمدة لميزانية السنة المالية 2016. ستتولى مفوضية الشرطة قبل تطبيق برنامج الكاميرات على جميع أعضاء شرطة الدوريات، وضع سياسة تحكم استخدام الكاميرات وصور الفيديو بالتزامن مع استشارتها للمسؤولين المحليين ومسؤولي الجهاز والمنظَّمات الخارجيَّة، فضلًا عن أجهزة الشرطة التي بالأصل تستعمل هذا النظام. وضع العمدة عدة قواعد توجب على أعضاء الشرطة الالتزام بها مثل تشغيل الكاميرا عند اعتقال أحدهم أو توقيفهم على ذمة التحقيق، بالإضافة إلى عدم تسجيل العديد من أنواع التفاعلات الحاصلة بين الشرطة والعامَّة مثل مقابلات ضحايا العنف المنزلي. كان يمكن لأعضاء الشرطة قبل تنفيذ فكرة الكاميرات القابلة للارتداء، حمل مسجِّلات صوتيَّة خاصّة منذ عام 1994، وذلك بعد تقديمهم لطلب خاص والحصول على الإذن المطلوب.

## أعضاء شرطة فقدوا حياتهم خلال الخدمة

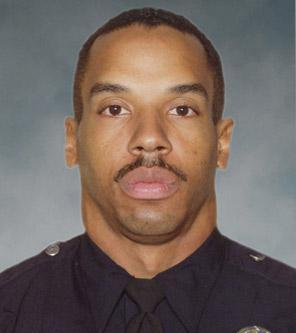
كان راندال سايمونز أول شرطي من فريق التدخل السريع التابع لشرطة لوس أنجلوس يُقتل خلال أدائه للخدمة يوم 7 فبراير عام 2008.

فقد جهاز شرطة مدينة لوس أنجلوس منذ إنشاءه 210 رجلًا وامرأة من العاملين في صفوفه من أعضاءه. كان راندال سايمونز أول شرطي من فريق التدخل السريع يُقتل خلال أدائه الخدمة في عام 2008. أُقيم نصبين تذكاريين أحياءً لذكرى أعضاء شرطة لوس أنجلوس الذين فقدهم الجهاز. يقع النصب الأول خارج مبنى مركز باركر (المقر القديم)، وكان قد كُشِف عنه بتاريخ 1 أكتوبر عام 1971. أمَّا النصب الثاني فكان عبارة عن نافورة مصنوعة من الغرانيت الأسود حُفِر على قاعدتها أسماء أعضاء الشرطة الذين فقدوا حياتهم خلال أدائهم للخدمة. تدمر النصب القديم في مركز باركر خلال عملية نقل المقر إلى موقعه الجديد، ولذلك فقد اُستعيض عنه بنصب تذكاري جديد في موقع المقر الرئيسيّ الحاليّ لشرطة لوس أنجلوس في وسط المدينة. النصب الجديد الذي كُشِف عنه عام 2009 مصنوع من 2000 لوحة من السبائك النحاسيَّة نُقِش عليها 207 من أسماء أعضاء الشرطة الذين ضحوا بحياتهم خلال أدائهم للخدمة. هذا وقد ظلت قضية مقتل شرطيين بعيارات نارية خارج وقت عملهما دون حل أو دراية بملابسات وقوعها، وهي مقتل فريد إيرلي في عام 1972، ومايكل لي إدواردز في مايو عام 1974.

## سجالات وانتهاكات
شهد جهاز شرطة لوس أنجلوس على مر السنين عددًا من الفضائح والانتهاكات وغيرها من السجالات:

### قبل عام 1950
ظهرت قضية كريستين ووالتر كولينز الشهيرة في فيلم «استبدال» عام 2008. في مارس عام 1928، أبلغت كريستين كولينز السلطات عن فقدان ابنها والتر البالغ من العمر خمس سنوات. وبعد مضي خمسة أشهر يظهر فتى يدعى أرثر هاتشنز ويدَّعي أنَّه والتر. وبعدها وضعت السلطات السيدة كولينز في مستشفى للأمراض العقليَّة بموجب فقرة الاعتقال الثانية عشر عندما حاولت إخبار الشرطة أنَّ الفتى ليس ابنها. وبالفعل فقد اتضح لاحقًا أنَّ والتر كان من ضحايا جرائم الاغتصاب والقتل التي نفَّذها القاتل المتسلسل الكندي غوردون ستيوارت نورثكوت. أمَّا أرثر هاتشنز فاعترف في نهاية المطاف أنَّه كذب حيال هويته الحقيقيَّة حتى يتسنى له الالتقاء مع ممثّله المفضَّل توم ميكس.

### خمسينيات القرن العشرين
كانت «عيد الميلاد الداميّ» التسمية التي حملتها واقعة ضرب شرطة لوس أنجلوس لسبعة مدنيين خلال فترة احتجازهم بتاريخ 25 ديسمبر عام 1951. قامت الشرطة في هذه الواقعة بضرب الرجال ضربًا مبرحًا حتى تهشمت عظامهم وتمزَّقت أعضائهم. إلى لم يتم التحقيق في هذه الهجمات على نحو ملائم إلَّا بعض ضغوط حثيثة مارستها الأقلية الأمريكيَّة المكسيكيَّة في المدينة. أدَّى التحقيق الداخلي الذي فتحه رئيس الجهاز آنذاك ويليام باركر إلى توجيه التهم بحق ثمانية رجال شرطة بتهمة الاعتداء، ونقل أربعة وخمسين شرطيًا، وفصل تسعة وثلاثون آخرون.

### ستينيات القرن العشرين
في عام 1962، أدَّت عملية إطلاق النار المثيرة للجدل على سبعة من أعضاء حركة أمَّة الإسلام ومقتل أحدهم (رونالد ستوكس) إلى مظاهرات ضد شرطة لوس أنجلوس قادها مالكوم إكس وأتباعه من حركة أمَّة الإسلام.

### سبعينيات القرن العشرين
كانت ممارسة «حفظ الأسماء عرقيًا» من الممارسات الشائعة في الجهاز خلال سبعينيات وحتى بداية الثمانينات وفقًا لما ذكرته عدد من المزاعم. لعبت هذه الممارسة دورًا في توسيع الشق بين الأقليات وجهاز الشرطة، وتدهور سمعة شرطة المدينة التي اُتهِم أعضاءها بتحيزهم وعدم ترددهم في ممارسة الانتهاكات بحق السكان المنتمين للأقليات.

### ثمانينيات القرن العشرين
أعاد داريل غيتس منذ توليه منصب رئاسة الشرطة العمل بما يُعرف باسم القبضة الخانقة وهي ممارسة يضع فيها الشرطي ذراعه أو مصباحه اليدويّ على منطقة الحلق للمشتبه بهم حتى يقوم بإخضاعه. أدَّى استخدام هذه الممارسة إلى موت المشتبه به جيمس مينسي الابن في عام 1982. حظرت مفوضية الشرطة بعد موت مينسي اللجوء إلى استعمال حركة للقبضة الخانقة إلَّا في الحالات التي تكون فيها حياة الشرطي على المحك. خلُصَ تحقيق نظر في مسألة استخدام القبضة الخانقة إلى وقوع ستة عشر حالة وفاة نتيجة تطبيق شرطة المدينة لهذه الممارسة على المشتبه بهم.
في عام 1986، قتلت الشرطية ستيفاني لازارس زوجة حبيبها السابق حديثة العهد. لم تنظر الشرطة في احتمال ارتكاب لازارس لجريمة القتل، وذلك رغم إصرار والد الضحية على توجيه أصابع الاتّهام لها. وفي عام 2012، أدَّت أدلة الحمض النوويّ إلى كشف أمرها وإدانتها.
في عام 1986، اشترى جهاز الشرطة مركبة كاسرة مصفَّحة وزنها أربعة عشر طن من أجل استعمالها لاختراق جدران منازل المُشتبه بهم. شكَّك اتِّحاد الحرِّيات المدنيَّة الأمريكيّ من دستورية استعمال هذه المركبة. وفي نهاية المطاف، حكمت محكمة استئناف ولاية كاليفورنيا بعدم دستوريَّة استعمال هكذا مركبة كاسِرة لانتهاكها الإجراءات القانونيَّة الخاصَّة بالتفتيش والمُصادرة.
في عام 1988، احتجزت شرطة لوس أنجلوس وشرطة مطار لوس أنجلوس الدوليّ المذيع الرياضيّ واللاعب المُتقاعد العضو في قاعة مشاهير كرة القاعدة من ذوي الأصول الأفريقيَّة جو مورغان في مطار لوس أنجلوس الدوليّ بعدما اتهموه زورًا بالمتاجرة بالمخدِّرات. وفي النهاية أطلقت الشرطة سراحه بعدما تبيَّن لهم إخطاءهم في تحديد هويته. رفع مورغان بعدها دعوى قضائيَّة مدنيَّة على جهاز شرطة لوس أنجلوس والمدينة نفسها بداعي الاحتجاز غير المشروع قانونًا بعدما برَّأت المدينة المحقِّق المسؤول عن احتجازه من إساءة استخدام صلاحياته. تمَّت تسوية الدعوى في نهاية المطاف في عام 1993، وحصل مورغان على تعويض قدره 800 ألف دولار من مجلس مدينة لوس أنجلوس.
في 1 أغسطس عام 1988، داهمت فرق التدخل السريع التابعة للجهاز أربع شقق في كل من الشارع التاسع والثلاثون وجادّة دالتون كجزء من «عملية هامر» التي أطلقها رئيس الشرطة غيتس لاستهداف العصابات المنتشرة في المدينة. وفقًا للتحقيق الذي أجرتهُ هيئة الشؤون الداخليَّة للجهاز فقد وجَّه قائد الفريق النقيب توماس إلفمونت رجاله لتكسير الشقق بقوة وتسوّيتها بالأرض وجعلها غير قابلة للسكن.
احتجزت الشرطة في المداهمات سبعة وثلاثين شخصًا، واعتقلت منهم سبعة. وعثرت الشرطة على سبع أونصات من الماريجوانا وكمية صغيرة من الكوكايين. تعرَّض المعتقلين السبعة للضرب وأُجبِروا على التصفير والغناء أمام الشرطة تحت طائلة التعرّض للضرب مجدَّدًا. لم تُوجَّه التهم بحق أي رجل من المُعتقلين. واضطرت سلطات لمدينة لدفع مبلغ أربعة ملايين دولار لتسوية الأمر.
في 4 سبتمبر عام 1988، داهمت الشرطة منزل روجر غايدون بداعي بحثها عن المخدِّرات دون أن تجد شيئًا، ليفوز بعدها غايدون بدعوى قضائيَّة رفعها على المدينة بمبلغ 760 ألف دولار في عام 1991.

### تسعينيات القرن العشرين
أعلن عمدة لوس أنجلوس توم برادلي تشكيل لجنة كريستوفر في أبريل عام 1991، وجاء ذلك على خلفية حادثة ضرب رودني كينغ. كان الهدف من اللجنة إجراء فحص وتقييم لبنية جهاز شرطة المدينة وكيفية تنفيذها لمهامها. هذا وقد ترأَّس اللجنة المحامي وارن كريستوفر. خلُصت اللجنة إلى وجود عدد كبير من أعضاء جهاز الشرطة ممن لجأوا إلى استعمال القوة المفرطة. كما وجدت أنَّ نظام التأديب والمحاسبة في الجهاز كان ضعيفًا وغير فعَّال. وخلصت إلى وجود خلل في آلية وممارسات تعيين الأعضاء الجدد، والطريقة التي عالج فيها الجهاز شكاوى استعمال القوَّة المُفرطة. لم تُطبِّق شرطة لوس أنجلوس إلَّا أقل من ثُلث التوصيات المُقترحة الصادرة عن اللجنة.
في 1 يوليو عام 1992، أطلقَ الشرطي دوغلاس إيفرسين النار على سائق قاطرة السحب جون دانيالز الابن البالغ من العمر 36 عامًا ليرديه قتيلًا. وقع حادث إطلاق النار خلال قيادة دانيالز مُبتعدًا عن أحد مقاسم الجهاز في المنطقة الوسطى الجنوبيَّة من المدينة. وجَّهت المحكمة تهمة القتل من الدرجة الثانية لإيفرسين، ولكن لم تتوصل هيئتا تحليف منفصلتان إلى حكم الإدانة بحق الشرطي بعدما وصلتا إلى طريقٍ مسدود. وتبِعَ هذا إسقاط أحد القضاة للقضية، وحصول عائلة الفقيد على تعويض بمبلغ قدره 1.2 مليون دولار بعدما رفعوا دعوى على مدينة لوس أنجلوس.
اندلعت أعمال شغب لوس أنجلوس والمعروفة بتسميات عدَّة مثل انتفاضة رودني كينغ أو أعمال شغب رودني كيننغ في يوم التاسع والعشرين من أبريل عام 1992 على خلفية قيام هيئة مُحلَّفين بتبرئة أربعة من رجال شرطة الجهاز كانوا متَّهمين بضرب الرجل الأمريكيّ من أصول أفريقيَّة رودني كينغ في حادثة سُجِّلت على الفيديو بعدما لاحقت الشرطة كينغ في مطاردة سريعة بالسيارات وقعت يوم 3 مارس عام 1991.
برَّأت هيئة المُحلَّفين ثلاثة من الرجال الأربعة من تهمة استعمال القوَّة المُفرطة بعد سبعة أيام من تشاور أعضاء الهيئة فيما بينهم حول الأمر. شهدت المدينة خلال ساعات المساء التي أعقبت صدور الحكم خروج الألاف من الغوغاء إلى الشوارع بقصد التخريب ونشر الفوضى في منطقة لوس أنجلوس. هذا وقد استمرت أعمال الشغب التي عصفت بالمدينة على مدار ستة أيام بعد صدور الحكم حيث شهدت المدينة خلالها تفشيًا واسع النطاق في أعمال النهب والسرقة والاعتداء والقتل وإحراق الممتلكات. وبلغت حصيلة القتلى النهائيَّة جراء هذه الأحداث 53 شخصًا، فيما بلغت قيمة الأضرار الماديَّة الإجماليَّة الناجمة عنها نحو مليار دولار.
كان الجهاز قد أطلق عملية خاصَّة في عام 1991 هدفت إلى التخفيف من حوادث إطلاق النار من السيَّارات المُسرعة حيث تضَّمنت إقامة سواتر في الشوارع السكنيَّة لشل الحركة المروريَّة فيها. ونتيجة لهذه التدابير فقد انخفضت مستويات جرائم القتل والاعتداءات إلى حدٍ كبير. أنهت الشرطة البرنامج بعد سنتين حينما كانت معدَّلات الجرائم العنيفة قد عادت لمستوياتها المعهودة السابقة.

### فضيحة رامبارت وقرار التراضي
في 12 أكتوبر عام 1996، دخل الشرطيَّان رافاييل بيريز، ونينو دوردن شقة خافيير أوفاندو غير المسلَّح، وأطلقا النار على الأخير ليصيبوه في ظهره مما تسبَّب بإصابته بشلل نصفيّ من منطقة الخصر حتى القدمين. وبعدها وضع بيريز ودوردن مُسدَّسًا بحوزة أوفاندو ليبدو الأمر أنَّ إطلاقهما للنار كان بداعي الدفاع عن النفس، وشهِدا أمام الحكمة زورًا في الأمر. وهكذا حكمت المحكمة على أوفاندو بالسجن 23 عامًا بالرجوع إلى الشهادة الزور التي أدلاها الشرطيَّان، ولكن بعدها اعترف أحدهما بفعلته ليخرج أوفاندو من السجن في عام 2000، ويحصل على تسوية قدرها 15 مليون دولار لقاء إصابته بالشلل وقضاءه هذه المدَّة في السجن. أدَّت فعلة هذين الشرطيين إلى انكشاف ما يُعرف باسم فضيحة رامبرت على الملأ. إذ أفضت التحقيقات الناتجة عن الفضيحة بحلول عام 2001 إلى التحقيق أو توجيه التهم بحق أكثر من 75 شرطيًا، والعدول عن قرارات أكثر من مئة قضية جنائيَّة اتَّضح حصول شهادة زور فيها أو ما شابه ذلك من أشكال الإخلال بالتصرف من جانب الشرطة، وذلك استنادًا إلى المعلومات التي أخبر بيريز بها السلطات مقابل تخفيف عقوبته.
قرار التراضي
عقدت وزارة العدل الأمريكيَّة مع جهاز شرطة لوس أنجلوس قرارًا بالتراضي فيما يخص عددًا من انتهاكات الحقوق المدنيَّة التي ارتكبها أعضاء من الجهاز بعد تأكُّد استفحال الفساد في صفوف وحدة الموارد المجتمعيَّة لمكافحة رجال العصابات التابعة لشعبة رامبرت في أواخر التسعينيات ومطلع القرن الواحد والعشرين. وافق عمدة لوس أنجلوس ريتشارد ريوردان ومجلس المدينة على شروط القرار المُلزِم قانونيًا بتاريخ 2 نوفمبر عام 2000. وأدخلَ بعدها قاضٍ فيدراليّ شروط القرار حيز التنفيذ رسميًا يوم 15 يونيو عام 2001. ظل مرسوم التراضي ساريًا حتى أسقطه قاضي محكمة المقاطعة غاري فيس في 17 يوليو عام 2009.
نصَّت شروط الاتفاق الانتقاليّ الذي وافق عليها فيس على تولّي مجلس مفوَّضي الشرطة ومكتب المفتِّش العام المسؤول عن متابعة الجهاز بالنيابة عن مجلس مفوَّضي الشرطة، مسؤولية متابعة جهود الجهاز لتطبيق الإصلاحات غير المُكتملة أو المعمول بها حديثًا. يُخوِّل الاتفاق القاضي فيس من إحالة جهاز شرطة المدينة للمحاسبة في حال لم يكن محامو وزارة العدل راضين حيال مستوى متابعة مفتِّش عام شرطة لوس أنجلوس لعملية تطبيق الإصلاحات.
شدَّد قرار التراضي على عدَّة جوانب محوريَّة من ضمنها الإجراءات والتدابير الإداريَّة والإشرافيَّة الراميَّة لتعزيز أهمية الحقوق المدنيَّة، بالإضافة إلى مراجعة إجراءات الحوادث الحرجة، وعمليات التوثيق، والتحقيق والمراجعة، والنظر في إدارة وحدات الجهاز الموكَّلة بملاحقة العصابات، ومراجعة آلية إدارة المخبرين السريين، وتطوير برنامج للتجاوب مع الأشخاص المصابين بأمراض عقليَّة، وتحسين التدريب، وتكثيف عمليات الرقابة والمتابعة الداخليَّة، وزيادة أعمال مفوَّض الشرطة والمفتِّش العام، والرفع من الانخراط المجتمعيّ والمعلومات العامَّة.
كما اشتمل قرار التراضي على عدَّة توصيات قدَّمها مجلس تحقيق رامبرت، فضلًا عن مجموعة من الأحكام القاضيَّة بمواصلة اتِّباع السياسات القائمة. هذا وقد شدَّدت عدة أحكام أساسيَّة أو مفصَّلة في القرار على نقاط مُحدَّدة مثل تطوير نظام لإدارة المخاطر، واستحداث شعبة جديدة للتحقيق في اللجوء إلى استعمال القوَّة (تُعرف حاليًا بشعبة التحقيق في القوَّة)، واستحداث شعبة خاصَّة بإجراء عمليات التدقيق والمراجعة على مستوى الجهاز ككل، وإنشاء نظام ميدانيّ لحفظ بيانات الأشخاص تبعًا للعرق أو الإثنية أو البلد الأصل حتى يُطبَّق على سائقي المركبات والمشاة الذين يتعرضون للتوقيف من قبل جهاز الشرطة، واستحداث قسم خاصّ بتطبيق أخلاقيات العمل المهنيَّة ضمن مجموعة الشؤون الداخليَّة، ونقل صلاحيات إجراء تحقيقات في الشكاوى الجديَّة المرفوعة على العاملين إلى مجموعة الشؤون الداخليَّة، وتولّي مستشار مستقل لإجراء دراسة حول تعامل قوات الأمن مع المصابين بأمراض عقليَّة على مستوى الولايات المتَّحدة حتّى تُساعد الجهاز على تحسين وصقل الممارسات المتبَّعة في هذا الأمر، وإجراء مستشار مستقل لدراسة أخرى تنظر في برامج الجهاز الخاصَّة بتدريب وتأهيل الملتحقين الجدد، بالإضافة إلى إنشاء قاعدة بيانات ودليل خاصّ بالمخبرين.
تولَّى مكتب قرار التراضي التابع للجهاز مهمة متابعة الالتزام بعملية إصلاح الجهاز وإعادة هيكلته بموجب ما ورد في قرار التراضي. هذا وقد شغِلَ المدير المدنيّ جيرالد تشالف (الذي عيَّنه رئيس الشرطة) منصب مدير المكتب حتى عام 2009.

### عقد 2000
في 10 يوليو عام 2005، أخذ خوسيه بينا تحت تأثير الكحول والكوكايين ابنته الصغيرة سوزي البالغة من العمر تسعة عشر شهرًا كرهينة في منزله. هدَّد بينا الشرطة بعد وصولهم بقتل الطفلة الصغيرة والانتحار، وهذا بعدما كان قد حاول إطلاق النار على أشخاص أخرين. وهكذا اضطرت السلطات لاستدعاء أعضاء من فريق التدخل السريع. وتمَّت قبل تدخلهم محاولات للتفاوض مع بينا لحمله على فك أسر الطفلة دون نجاح مما دفع أربعة أعضاء من فريق التدخل السريع لدخول المنزل لينشب تبادل في إطلاق النار بين الفريق وبينا ما أدَّى إلى مقتل الأخير مع الطفلة وإصابة أحد أعضاء الفريق. كان موت سوزي بينا سابقة في أنَّها المرة الأولى التي قُتِلت فيها رهينة في تاريخ فريق التدخل السريع التابع لشرطة لوس أنجلوس. انهالت الانتقادات على جهاز شرطة لوس أنجلوس للطريقة التي تعاملوا فيها مع الموقف، ولكن برَّأ مجلس تحقيق مستقل فيما بعد أعضاء الفريق من المسؤولية عن موت بينا. رفض قاضي النظر في دعوى قضائيَّة رفعتها والدة سوزي بينا على اعتبار أنَّ أعضاء الفريق تصرَّفوا ضمن الحدود المعقولة في هذه القضية دون ارتكابهم لما قد يُعدّ إهمالًا.
نظَّمت جماعات مدافعة عن حقوق المهاجرين مسيرات احتجاجيَّة في حديقة ماك آرثر دعمًا للمهاجرين غير الشرعيين في يوم مايو عام 2007. حصلت المسيرات على الموافقة المطلوبة من الجهات المعنيَّة، وألتزم المتظاهرون في بادئ الأمر بشروط الموافقة، ولكن سرعان ما بدأ بعضهم بتعطيل حركة المرور في المنطقة مما دفع الشرطة إلى توجيه تحذيرات مُتكرِّرة لفض التجمع المُخل دون تجاوب. وهكذا أعلنت الشرطة الوقفة تجمعًا غير مشروع على المكبِّرات باللغة الإنجليزيَّة، وهو ما تسبَّب بحدوث ارتباك بين قسم من الحشود المُجتمعة ممن لم يتحدثوا سوى اللغة الإسبانيَّة. شكَّل أعضاء الشرطة حاجزًا بشريًا لمنع المتظاهرين من دخول الشارع وسد حركة المرور فيه، ولم يتخذوا قرارًا بفض الاعتصام حتى بدأ عدد من المتظاهرين برمي الحجارة، والقوارير، وغيرها من الأشياء على الشرطة. وحينها بدأت الشرطة بالتقدم تدريجيًا بغية تفريق الحشود التي رفضت الامتثال للأوامر بمغادرة المنطقة حيث اضطرت الشرطة إلى استخدام الهراوات وإطلاق عيارات من الرصاص المطاطيّ. تعرَّضت الشرطة لانتقادات لاذعة لقيامها بإطلاق النار على بعض الصحفيين والانهيال بالضرب على بعضهم الآخر ممن ظلوا مع الحشود دون تفرّقهم. أوصت مراجعة داخليَّة بإنزال عقوبة تأديبيَّة على سبعة عشر شرطي ورقيبين من الشعبة الحضريَّة عن الطريقة التي تصرَّفوا فيها خلال هذه الحادثة.
في عام 2008، عرض الشرطي راسل ميكانو عدم اعتقال امرأة مقابل أن تقبل بممارسة الجنس معه، وعرض المال على امرأة أخرى حتى يُمارس الجنس معها. وعليه فقد أدانت المحكمة ميكانو على أفعاله وحكمت عليه بالسجن لأكثر من ثمانية أعوام.

### عقد 2010
في 22 يوليو عام 2012، فارقت امرأة أمريكيَّة من أصول أفريقيَّة تُدعى أليسيا توماس الحياة في المقعد الخلفيّ لسيارة شرطة. تعرَّضت توماس للركل في منطقة الفخذ العِلويّ، والمغبن، والبطن في المقعد الخلفيّ لسيارة دورية لتفارقَ الحياة فيما بعد. سجَّلت الشرطة سبب الوفاة بـ«غير محدَّد»، في حين اعتبر تقرير التشريح أنَّ التسمم بالكوكايين عاملًا «رئيسيًا» أسهم في وفاتها، ولكن لم يستبعد التقرير كذلك اعتبار وقوع مُشادَّة جسديَّة مع الشرطة كعامل أسهمَ في وفاتها. هذا وقد تبيَّن فيما بعد أنَّ توماس كانت مصابة باضطراب ثنائي القطب. وبعدها اُتّهمت الشرطية ماري أوكالاهان بالاعتداء لأجل الطريقة التي تصرَّفت فيها مع القضية. في 1 سبتمبر عام 2012، طلب ناشطون معنيون بقضايا الحقوق المدنيَّة اجتماعًا طارئًا مع رئيس جهاز شرطة لوس أنجلوس تشارلي بيك لمراجعة سياسات الاعتقال واستخدام القوَّة على خلفية موت توماس.
في 18 أغسطس عام 2012، تعرَّض الطالب الجامعيّ رونالد ويكلي الابن للضرب المُبرّح على وجهه بعدما أوقفته الشرطة لركوبه لوح التزلج على الجانب الخطأ من الشارع.
في 21 أغسطس عام 2012، أوقفت الشرطة المُمرِّضة ميشيل جوردان لتحدّثها على هاتفها الجوَّال خلال قيادتها السيَّارة. قامت الشرطة خلال عملية اعتقالها بطرحها أرضًا مرتين بعدما رفضت الامتثال لأوامر الشرطة بالعودة إلى داخل السيَّارة.
في 7 فبراير عام 2013، قامت شرطة لوس أنجلوس وشرطة مدينة تورنس بإطلاق النار خطئًا على شاحنتيّ بيك-أب في موقعين منفصلين خلال ملاحقة الشرطة للشرطي المفصول الخارج عن القانون كريستوفر دورنر. وصف رئيس الشرطة حينها تشارلي بيك الأمر بخطأ في تحديد الهوية. وقعت الحادثة الأولى في جادّة ريدبيم حين فتح أعضاء من شرطة جهاز المدينة النار على شاحنة بيك-أب زرقاء اللون دون تحذير مسبق (على حد المزاعم المُتناقلة) مما أدَّى إلى إصابة المرأتين الموجودتين في داخل الشاحنة. أمَّا الحادثة الثانيَّة التي وقعت بعد خمسة وعشرين دقيقة فقد نجا فيها السائق بأعجوبة بعدما قامت شرطة مدينة تورنس بإطلاق النار على الزجاج الأماميّ لسيارة بيك-أب أخرى. هذا ولم يكن للضحايا الثلاث المستهدفين أي علاقة بقضية دورنر لا من قريب ولا من بعيد.
خيَّم الجدال على قضية دورنر نفسها بسبب وجود اِدعاءات أطلقها دورنر أفادت بقيام أعضاء آخرين من جهاز الشرطة لأفعال مخالفة على خلفية إبلاغه عن وقوع ممارسات وحشيَّة ارتكبها الشرطي المسؤول عن تدريبه. بدأت مطاردة الشرطة لدورنر (الذي كان شرطيًا سابقًا) عقب الهجمات المزعومة التي نفَّذها الأخير على شرطة لوس أنجلوس وأعضاءها السابقين. في عام 2013، وافقت مدينة لوس أنجلوس على دفع تعويض تسوية للضحيتين اللتين أصابتهما شرطة المدينة بالخطأ في الحادثة الأولى بمبلغ قدره 2.1 مليون دولار لكل واحدة منهما. أمَّا جهاز شرطة مدينة تورنس فوافق على تعويض ضحية الحادثة الثانيَّة بمبلغ قدره 1.8 مليون دولار.
في مايو عام 2014، نقل جهاز شرطة سياتل طائرتين مُسيَّرتين عن بعد من نوع دراغن-فلاير إكس 6 إلى شرطة لوس أنجلوس. وجاء هذا القرار بعد الجدل الذي أثاره استعمال شرطة سياتل للطائرات في مدينتهم. صرَّحت شرطة لوس أنجلوس أنَّ استخدام الطائرتان سيقتصر حصرًا على ظروف محدَّدة مثل احتجاز الرهائن، ومع ذلك لن يستطيع الجهاز استخدامهما حتى يضع مجلس مفوّضي الشرطة ومدّعي المدينة سياسة خاصَّة، وجاء ذلك بعدما أصدر مجلس مدينة لوس أنجلوس تكليفًا خاصًّا بهذا الأمر. عبَّر الكثير من الناشطين والجماعات الحقوقيَّة عن معارضتهم لاستخدام طائرات من دون طيَّار. كان الاتِّحاد الأمريكيّ للحرِّيات المدنيَّة، ومجموعات جديدة تشكَّلت بعد الإعلان من ضمن المُعارضين لهذا القرار. وكان من بين هذه المجموعات كل من تحالف أوقفوا شرطة لوس أنجلوس من التجسُّس، ومجموعة لا للطائرات بدون طيَّار يا لوس أنجلوس، وغيرهم. نظَّم المنخرطون في هذه المجموعات اعتصامات أمام مقر بلدية لوس أنجلوس احتجاجًا على القرار القاضي باستخدام شرطة المدينة للطائرات المُسيَّرة عن بعد.
في 11 أغسطس عام 2014، قام مُحقِّقيّن مُختصيّن بملاحقة العصابات من شرطة لوس أنجلوس بإطلاق النار على رجل أمريكيّ من أصول أفريقيَّة يُدعى إزيل فورد وإرداءهُ قتيلًا بعدما أوقفه المحقِّقان في الشارع لأجل التحقيق معه. كان فورد أعزلًا لا يحمل السلاح، ولكن أدَّعى المحقِّقان دخولهما في عراك جسديّ حاول خلاله فورد سحب سلاحهما مما دفعهما لإطلاق النار عليه. بيدَّ أنَّ عدّة شهود عيان أدَّعوا قطعًا عدم رؤيتهم لأي عراك جسديّ حاصل بين فورد والشرطيّين. أصدر العمدة إريك غارسيتي أمرًا بنشر تقرير الطبيب الشرعيّ قبل نهاية عام 2014.
في 11 سبتمبر عام 2014، ألقت شرطة لوس أنجلوس القبض على المُمثِّلة الأمريكيَّة من أصول أفريقيَّة دانييل واتس خلال تواجد الأخيرة مع حبيبها في حي ستوديو سيت. اتَّهمت واتس الشرطة بإيقافها بدوافع اشتباههم بها على أساس عنصريّ لكونها سوداء، في حين كان حبيبها أبيض. كما اتَّهمت أعضاء الشرطة الذين أوقفوها بمعاملتها كـ«العاهرة» على حد تعبيرها، ومعاملتها بطريقة غير محترمة لكونها من أصول أفريقيَّة. أصدر الرقيب جيم باركر (الذي كان واحدًا من الشرطيّين اللذين اتَّهمتهما واتس بمعاملتها معاملة سيئة) شريطًا صوتيًا مسجَّلًا لموقع تي إم زي المختص بأخبار المشاهير. كشف الشريط الصوتيّ تلَّقي الشرطة لاتصال طوارئ حول ارتكاب زوجين لأفعال خادشة للحياء داخل سيَّارة. وانطبق وصف المُتَّصل مع أوصاف واتس وحبيبها. كما أظهر الشريط كيف تعاون حبيب واتس مع الشرطة، في حين رفضت واتس التعاون معهم والتعريف بنفسها، وسرعان ما لجأت إلى اتِّهامهم بالعنصريَّة، وتجاهلت أوامر الشرطة لتحاول الهرب منهم مما اضطرهم إلى تكبيلِ يديها بالأصفاد، واحتجازها لفترة مؤقَّتة. دعت عدّة مجموعات محليَّة معنيَّة بالحقوق المدنيَّة واتس للاعتذار لشرطة لوس أنجلوس عن اتِّهامها لهم زورًا وافتراءً بالعنصريَّة، ولكن واتس لم تتزحزح عن موقفها ورفضت الاعتذار. أعلن جهاز الشرطة براءة الشرطيَّين بعد فترة وجيزة من نشر التسجيل.
في أكتوبر عام 2014، أصدر مكتب المفتّش العام التابع لشرطة لوس أنجلوس تقريرًا أشار إلى قيام أعضاء من الجهاز بالتلاعب بمنظومة حواسيب الشرطة عمدًا حتى يزيدوا من أعداد أعضاء وسيَّارات الشرطة الظاهر على أنَّها تقوم بأداء دوريات ميدانيَّة في أوقات اليوم المُختلفة. وجدَ التقرير أنَّ مشرفي الشرطة من رتب مختلفة قاموا بتكليف الأعضاء بمهام شاغرة قبيل بدء البرمجية المحوسبة بعملية العد، ومن ثم إزالتهم بعد الانتهاء من العد. كما خلص التقرير إلى حدوث هذه الممارسة المُخالفة فيما لا يقل عن خمسة شعب من أصل واحد وعشرين شعبة دوريات. كذلك أورد التقرير الأسباب الكامنة وراء هذه الممارسة ومن ضمنها وجود نقص في أعداد أعضاء الشرطة.

### عقد 2020
في يونيو عام 2020، أعلن عمدة لوس أنجلوس إريك غارسيتي عن تقليص ميزانية جهاز شرطة المدينة بقيمة 150 مليون دولار بعد حملة من الضغوط التي مارستها مجموعات مجتمعيَّة من ضمنها حركة حياة السود مهمَّة. أعلن غارسيتي عن توجيه المبلغ المقتطع لتمويل عدد من المبادرات المجتمعيَّة. دعمت مدَّعي عام ولاية كاليفورنيا السابقة كامالا هاريس قرار العمدة بتقليص ميزانية جهاز الشرطة.

## الثقافة الشعبية
تناول عدد كبير من الأفلام شرطة لوس أنجلوس وأعضائها مثل فيلم «من العاشرة حتى منتصف الليل» (1983)، وفيلم «موت قاسي» (1988)، وفيلم «شؤون داخلية» (1990)، وفيلم «كلاب المستودع» (1992)، وفيلم «سرعة» (1994)، وفيلم «حرارة» (1995)، وفيلم «إل ايه سري للغاية» (1997)، وفيلم «جاكي براون» (1997)، وفيلم «بلو ستريك» (1999)، وفيلم «يوم التدريب» (2001)، وفيلم «سوات» (2003)، وفيلم «جريمة قتل هوليوودية» (2003)، وفيلم «تصادم» (2004)، وفيلم «ليكفيو تيراس» (2008)، وفيلم «نهاية المناوبة» (2012)، وفيلم «فرقة العصابات» (2013)، وفيلم «المتسلل ليلًا» (2014)، وفيلم «خطيئة متأصلة» (2014)، بالإضافة إلى كل من سلسلة «السلاح القاتل»، وسلسلة «ساعة الذروة»، وسلسلة «نهاية المناوبة» التي تتبع حياة وعمل شرطة لوس أنجلوس بتعمق وتفصيل أكبرين.
كما تناولت عدد من المسلسلات التلفزيونيَّة جهاز الشرطة مثل مسلسل «إن سي آي إس: لوس أنجلوس»، ومسلسل «هانتر»، ومسلسل «بوش»، ومسلسل «كولمبو»، ومسلسل «الدرع»، ومسلسل «نمبرز».
كذلك ظهر الشرطة في العديد من ألعاب الفيديو الشهيرة مثل ميدنايت كلوب 2، وميدنايت كلوب: لوس أنجلوس، والجريمة الحقيقية: شوارع لوس أنجلوس، وإل أيه نوار، ودوك نوكيم 3دي، وكول أوف جوريز: ذا كارتل وجراند ثفت أوتو: سان أندرياس، وجراند ثفت أوتو 5 (كجهاز شرطة لوس سانتوس وهي نسخة مطابقة عن مدينة لوس أنجلوس).

## وصلات خارجية
- الموقع الرسميّ لقسم شرطة لوس أنجلوس (بالإنجليزية)
- الموقع الرسميّ الخاص بالتجنيد في شرطة لوس أنجلوس (بالإنجليزية)